# 秋田市
秋田市（あきたし）は、秋田県の沿岸中部に位置する市。秋田県の県庁所在地及び人口が最多の市で、中枢中核都市および中核市に指定されている。

## 概要

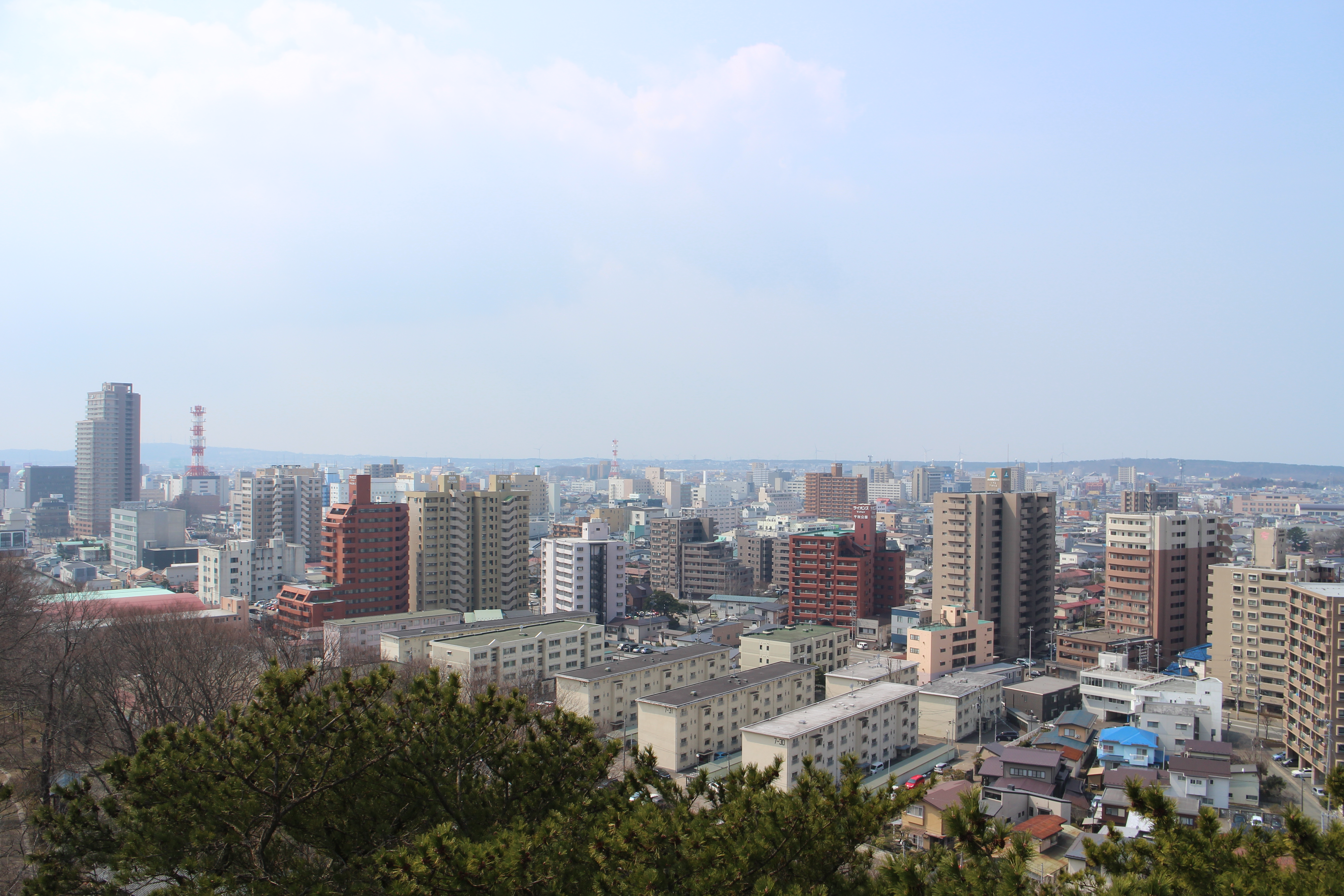
久保田城から見た秋田市のスカイライン。

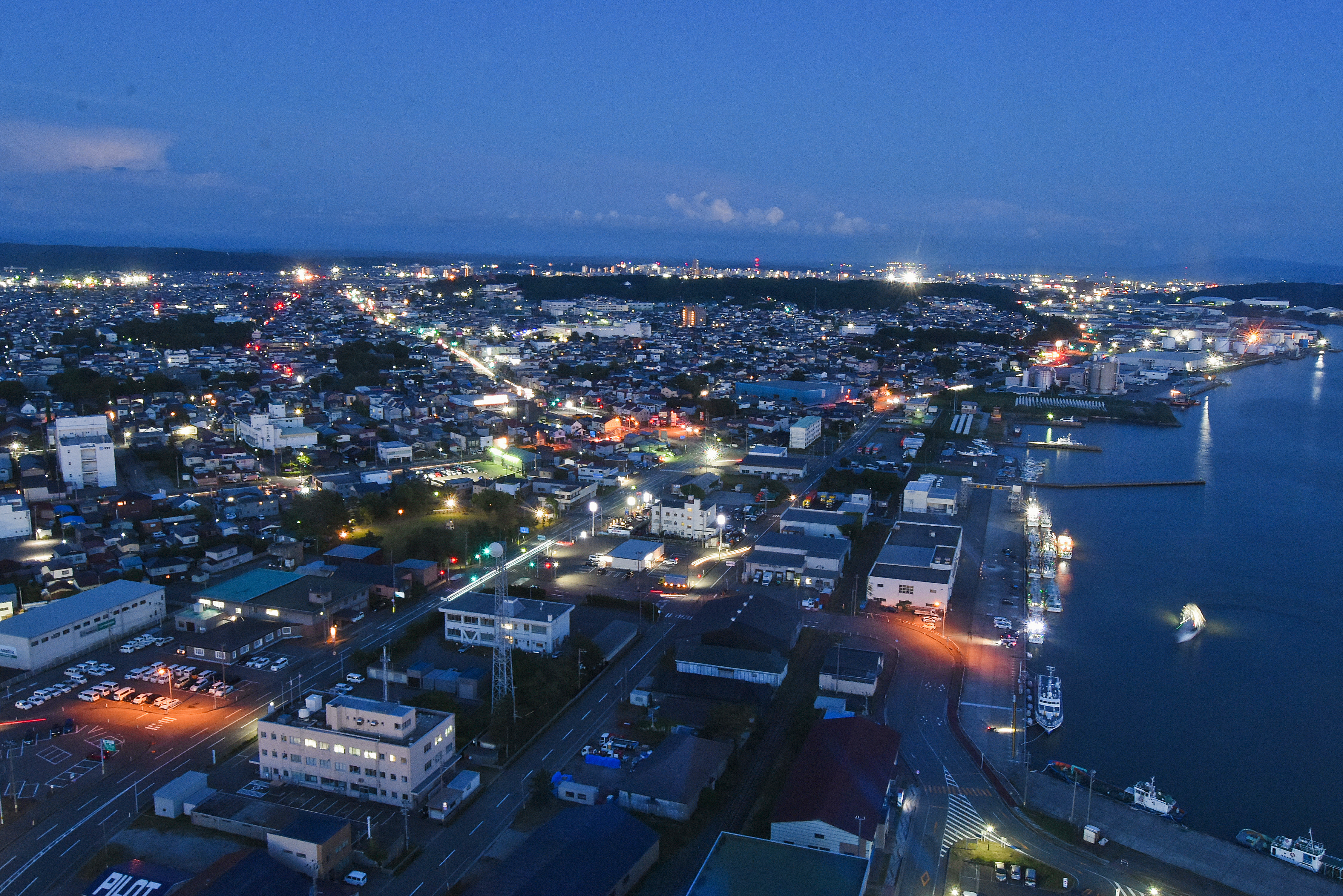
セリオンから見た秋田市街の夜景。

秋田市の市制施行は1889年（明治22年）4月1日で、日本で最初に市制施行された31都市のうちのひとつである。1997年（平成9年）4月に東北初の中核市に指定された。
秋田県の県庁所在地であり、同県の政治、経済、交通の中心都市でもある。久保田藩時代から城下町として、また土崎港は北前船の寄港地として栄えた。土崎地区には秋田港があり、秋田火力発電所を代表として工業団地が広がる。なお、八橋・寺内地区を中心として国内最大の油田でもある八橋油田が広がる。
高速交通網としては秋田駅を発着し、東北新幹線を介して東京駅へ直通する秋田新幹線「こまち」、国土交通省から空港法第4条に基づく特定地方管理空港の指定を受けている秋田空港、また秋田南IC・秋田中央IC・秋田北ICを中心に秋田自動車道・日本海東北自動車道が整備されている。

## 地理

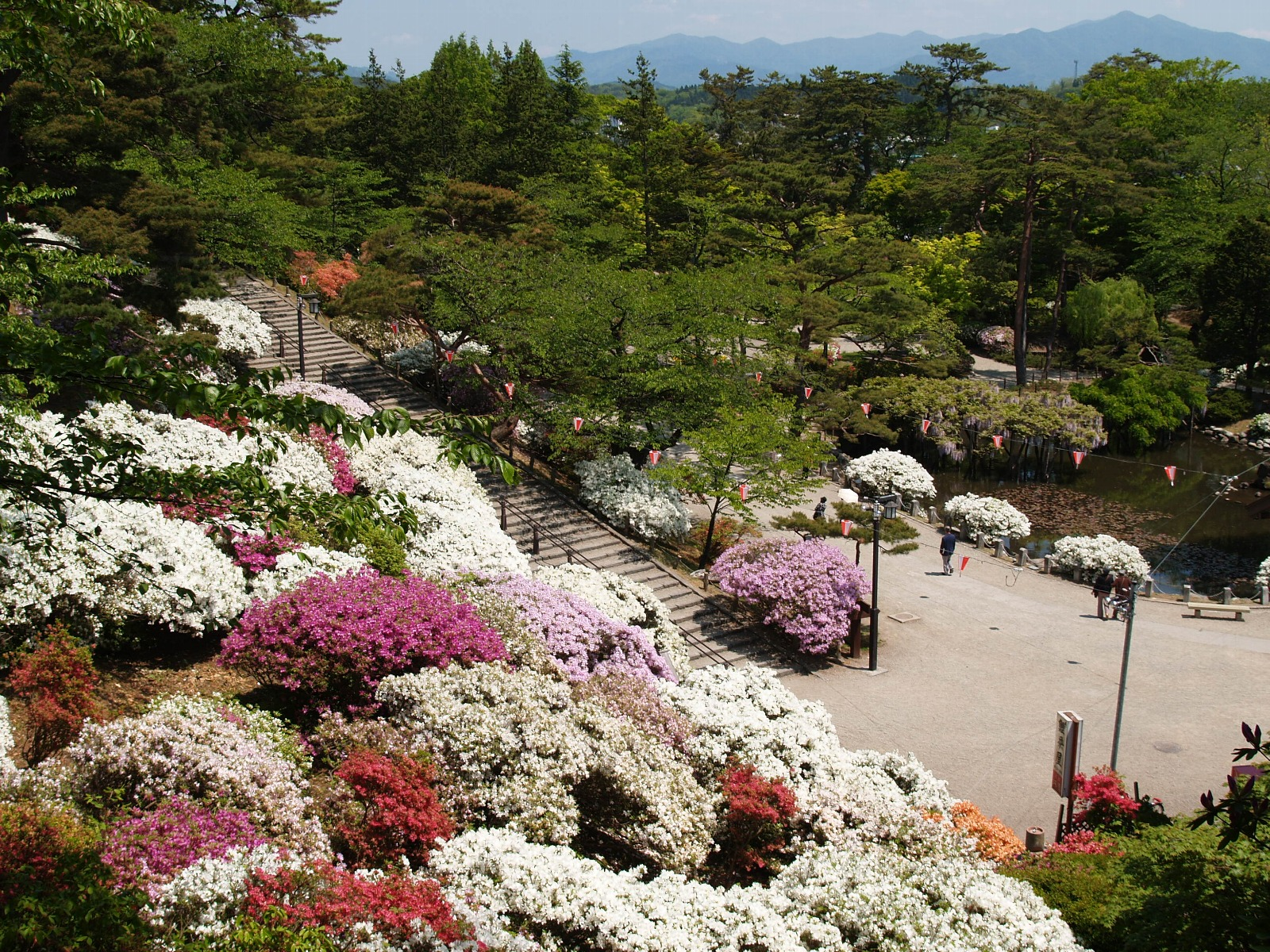
千秋公園

### 地形

#### 山岳
主な山
- 大森山
- 金照寺山
- 太平山
- 馬場目岳
- 富士山（明田富士）

#### 河川
主な川・運河
- 雄物川
- 秋田運河（旧雄物川）
- 旭川
- 岩見川
- 草生津川
- 太平川
- 猿田川

主な峡谷
- 岨谷峡

### 湖沼
主な湖
- 仁別湖（旭川治水ダム） - 人工湖

主な沼
- 空素沼

### 海岸
- 下浜海水浴場

### 気候
| 極値     | 観測値  | 観測年月日    |
| 最高気温 | 38.5℃   | 2023年8月23日 |
| 最低気温 | -24.6℃  | 1888年2月5日  |
| 日降水量 | 188.5mm | 2023年7月15日 |
| 最深積雪 | 117 cm  | 1974年2月10日 |

夏は短く、冬が長い。秋田市の気候は日本海側気候であるが、冬季の降水量はそれほど多くなく最多雨月は7月、最少雨月は2月である。前述のように冬季の降水量が少ないことや風の強い海岸部にあることもあり、平年の降雪量は273cm・最深積雪は37cmと、どちらも東北日本海側としては少なめである。1888年（明治21年）に-24.6℃を記録しているが、通常冬季は曇天が多く放射冷却が弱いため、平均最低気温は北関東の宇都宮市や水戸市と同じくらいである。平成になり-10℃を下回ることさえほとんど無くなり、-10℃以下の気温を観測した年は1990年（平成2年）と1999年（平成11年）のみである。夏季は高温多湿でどんよりとしており、秋田市より低緯度の仙台市や北関東の那須塩原市や北茨城市よりも平均最高気温や日平均気温が高い。梅雨明けのないまま秋を迎えることも珍しくない。太平洋側から吹く季節風は奥羽山脈の山々に遮られ、フェーン現象が発生することがある。1882年（明治15年）10月より観測された最高気温の記録の上位10位は、1978年（昭和53年）8月3日の38.2℃を除き、いずれも1999年（平成11年）以降に観測された記録である（最低気温の記録上位10位はすべて戦前・戦中の記録）。秋田地方気象台は1989年（平成元年）9月26日に秋田市内の八橋運動公園から山王七丁目の秋田第二合同庁舎に移転している。
| 秋田市山王（秋田地方気象台、標高6m）の気候              | 秋田市山王（秋田地方気象台、標高6m）の気候 | 秋田市山王（秋田地方気象台、標高6m）の気候 | 秋田市山王（秋田地方気象台、標高6m）の気候 | 秋田市山王（秋田地方気象台、標高6m）の気候 | 秋田市山王（秋田地方気象台、標高6m）の気候 | 秋田市山王（秋田地方気象台、標高6m）の気候 | 秋田市山王（秋田地方気象台、標高6m）の気候 | 秋田市山王（秋田地方気象台、標高6m）の気候 | 秋田市山王（秋田地方気象台、標高6m）の気候 | 秋田市山王（秋田地方気象台、標高6m）の気候 | 秋田市山王（秋田地方気象台、標高6m）の気候 | 秋田市山王（秋田地方気象台、標高6m）の気候 | 秋田市山王（秋田地方気象台、標高6m）の気候 |
| 月                                                      | 1月                                        | 2月                                        | 3月                                        | 4月                                        | 5月                                        | 6月                                        | 7月                                        | 8月                                        | 9月                                        | 10月                                       | 11月                                       | 12月                                       | 年                                         |
| ------------------------------------------------------- | ------------------------------------------ | ------------------------------------------ | ------------------------------------------ | ------------------------------------------ | ------------------------------------------ | ------------------------------------------ | ------------------------------------------ | ------------------------------------------ | ------------------------------------------ | ------------------------------------------ | ------------------------------------------ | ------------------------------------------ | ------------------------------------------ |
| 最高気温記録 °C （°F）                                  | 13.7 (56.7)                                | 20.1 (68.2)                                | 22.8 (73)                                  | 28.3 (82.9)                                | 31.8 (89.2)                                | 33.8 (92.8)                                | 37.9 (100.2)                               | 38.5 (101.3)                               | 36.1 (97)                                  | 30.1 (86.2)                                | 25.2 (77.4)                                | 21.4 (70.5)                                | 38.5 (101.3)                               |
| 平均最高気温 °C （°F）                                  | 3.1 (37.6)                                 | 4.0 (39.2)                                 | 7.9 (46.2)                                 | 14.0 (57.2)                                | 19.6 (67.3)                                | 23.7 (74.7)                                | 27.1 (80.8)                                | 29.2 (84.6)                                | 25.4 (77.7)                                | 19.0 (66.2)                                | 12.2 (54)                                  | 5.9 (42.6)                                 | 15.9 (60.6)                                |
| 日平均気温 °C （°F）                                    | 0.4 (32.7)                                 | 0.8 (33.4)                                 | 4.0 (39.2)                                 | 9.6 (49.3)                                 | 15.2 (59.4)                                | 19.6 (67.3)                                | 23.4 (74.1)                                | 25.0 (77)                                  | 21.0 (69.8)                                | 14.5 (58.1)                                | 8.3 (46.9)                                 | 2.8 (37)                                   | 12.1 (53.8)                                |
| 平均最低気温 °C （°F）                                  | −2.1 (28.2)                                | −2.1 (28.2)                                | 0.4 (32.7)                                 | 5.2 (41.4)                                 | 11.1 (52)                                  | 16.0 (60.8)                                | 20.4 (68.7)                                | 21.6 (70.9)                                | 17.1 (62.8)                                | 10.4 (50.7)                                | 4.5 (40.1)                                 | 0.0 (32)                                   | 8.5 (47.3)                                 |
| 最低気温記録 °C （°F）                                  | −19.8 (−3.6)                               | −24.6 (−12.3)                              | −19.5 (−3.1)                               | −7.2 (19)                                  | −1.4 (29.5)                                | 4.1 (39.4)                                 | 8.9 (48)                                   | 9.0 (48.2)                                 | 3.1 (37.6)                                 | −1.4 (29.5)                                | −5.4 (22.3)                                | −18.7 (−1.7)                               | −24.6 (−12.3)                              |
| 降水量 mm （inch）                                      | 118.9 (4.681)                              | 98.5 (3.878)                               | 99.5 (3.917)                               | 109.9 (4.327)                              | 125.0 (4.921)                              | 122.9 (4.839)                              | 197.0 (7.756)                              | 184.6 (7.268)                              | 161.0 (6.339)                              | 175.5 (6.909)                              | 189.1 (7.445)                              | 159.8 (6.291)                              | 1,741.6 (68.567)                           |
| 降雪量 cm （inch）                                      | 100 (39.4)                                 | 79 (31.1)                                  | 30 (11.8)                                  | 1 (0.4)                                    | 0 (0)                                      | 0 (0)                                      | 0 (0)                                      | 0 (0)                                      | 0 (0)                                      | 0 (0)                                      | 6 (2.4)                                    | 58 (22.8)                                  | 273 (107.5)                                |
| 平均降水日数 （≥0.5 mm）                                | 23.8                                       | 20.0                                       | 17.4                                       | 13.2                                       | 12.7                                       | 11.4                                       | 13.2                                       | 11.7                                       | 13.5                                       | 16.0                                       | 19.6                                       | 23.6                                       | 196.0                                      |
| 平均降雪日数                                            | 28.7                                       | 25.3                                       | 19.0                                       | 3.8                                        | 0.0                                        | 0.0                                        | 0.0                                        | 0.0                                        | 0.0                                        | 0.0                                        | 7.7                                        | 24.8                                       | 108.9                                      |
| % 湿度                                                  | 74                                         | 72                                         | 68                                         | 67                                         | 71                                         | 74                                         | 79                                         | 76                                         | 74                                         | 73                                         | 73                                         | 74                                         | 73                                         |
| 平均月間日照時間                                        | 39.0                                       | 64.3                                       | 121.5                                      | 168.6                                      | 184.9                                      | 179.5                                      | 150.3                                      | 186.9                                      | 160.8                                      | 143.1                                      | 83.2                                       | 45.3                                       | 1,527.4                                    |
| 出典：気象庁 (平均値：1991年-2020年、極値：1882年-現在) |                                            |                                            |                                            |                                            |                                            |                                            |                                            |                                            |                                            |                                            |                                            |                                            |                                            |

| 旧秋田地方気象台（秋田市八橋運動公園）・1961 - 1990年平均の気候 | 旧秋田地方気象台（秋田市八橋運動公園）・1961 - 1990年平均の気候 | 旧秋田地方気象台（秋田市八橋運動公園）・1961 - 1990年平均の気候 | 旧秋田地方気象台（秋田市八橋運動公園）・1961 - 1990年平均の気候 | 旧秋田地方気象台（秋田市八橋運動公園）・1961 - 1990年平均の気候 | 旧秋田地方気象台（秋田市八橋運動公園）・1961 - 1990年平均の気候 | 旧秋田地方気象台（秋田市八橋運動公園）・1961 - 1990年平均の気候 | 旧秋田地方気象台（秋田市八橋運動公園）・1961 - 1990年平均の気候 | 旧秋田地方気象台（秋田市八橋運動公園）・1961 - 1990年平均の気候 | 旧秋田地方気象台（秋田市八橋運動公園）・1961 - 1990年平均の気候 | 旧秋田地方気象台（秋田市八橋運動公園）・1961 - 1990年平均の気候 | 旧秋田地方気象台（秋田市八橋運動公園）・1961 - 1990年平均の気候 | 旧秋田地方気象台（秋田市八橋運動公園）・1961 - 1990年平均の気候 | 旧秋田地方気象台（秋田市八橋運動公園）・1961 - 1990年平均の気候 |
| 月                                                              | 1月                                                             | 2月                                                             | 3月                                                             | 4月                                                             | 5月                                                             | 6月                                                             | 7月                                                             | 8月                                                             | 9月                                                             | 10月                                                            | 11月                                                            | 12月                                                            | 年                                                              |
| --------------------------------------------------------------- | --------------------------------------------------------------- | --------------------------------------------------------------- | --------------------------------------------------------------- | --------------------------------------------------------------- | --------------------------------------------------------------- | --------------------------------------------------------------- | --------------------------------------------------------------- | --------------------------------------------------------------- | --------------------------------------------------------------- | --------------------------------------------------------------- | --------------------------------------------------------------- | --------------------------------------------------------------- | --------------------------------------------------------------- |
| 平均最高気温 °C （°F）                                          | 2.4 (36.3)                                                      | 2.7 (36.9)                                                      | 6.6 (43.9)                                                      | 13.6 (56.5)                                                     | 18.7 (65.7)                                                     | 22.7 (72.9)                                                     | 26.3 (79.3)                                                     | 28.6 (83.5)                                                     | 24.0 (75.2)                                                     | 18.0 (64.4)                                                     | 11.5 (52.7)                                                     | 5.6 (42.1)                                                      | 15.1 (59.2)                                                     |
| 日平均気温 °C （°F）                                            | −0.4 (31.3)                                                     | −0.3 (31.5)                                                     | 2.8 (37)                                                        | 9.1 (48.4)                                                      | 14.2 (57.6)                                                     | 18.6 (65.5)                                                     | 22.6 (72.7)                                                     | 24.4 (75.9)                                                     | 19.6 (67.3)                                                     | 13.1 (55.6)                                                     | 7.4 (45.3)                                                      | 2.5 (36.5)                                                      | 11.1 (52)                                                       |
| 平均最低気温 °C （°F）                                          | −3.2 (26.2)                                                     | −3.3 (26.1)                                                     | −0.9 (30.4)                                                     | 4.5 (40.1)                                                      | 9.6 (49.3)                                                      | 14.8 (58.6)                                                     | 19.2 (66.6)                                                     | 20.7 (69.3)                                                     | 15.6 (60.1)                                                     | 8.7 (47.7)                                                      | 3.6 (38.5)                                                      | −0.5 (31.1)                                                     | 7.4 (45.3)                                                      |
| 出典：理科年表                                                  |                                                                 |                                                                 |                                                                 |                                                                 |                                                                 |                                                                 |                                                                 |                                                                 |                                                                 |                                                                 |                                                                 |                                                                 |                                                                 |

| 岩見三内（1991年 - 2020年）の気候  | 岩見三内（1991年 - 2020年）の気候 | 岩見三内（1991年 - 2020年）の気候 | 岩見三内（1991年 - 2020年）の気候 | 岩見三内（1991年 - 2020年）の気候 | 岩見三内（1991年 - 2020年）の気候 | 岩見三内（1991年 - 2020年）の気候 | 岩見三内（1991年 - 2020年）の気候 | 岩見三内（1991年 - 2020年）の気候 | 岩見三内（1991年 - 2020年）の気候 | 岩見三内（1991年 - 2020年）の気候 | 岩見三内（1991年 - 2020年）の気候 | 岩見三内（1991年 - 2020年）の気候 | 岩見三内（1991年 - 2020年）の気候 |
| 月                                 | 1月                               | 2月                               | 3月                               | 4月                               | 5月                               | 6月                               | 7月                               | 8月                               | 9月                               | 10月                              | 11月                              | 12月                              | 年                                |
| ---------------------------------- | --------------------------------- | --------------------------------- | --------------------------------- | --------------------------------- | --------------------------------- | --------------------------------- | --------------------------------- | --------------------------------- | --------------------------------- | --------------------------------- | --------------------------------- | --------------------------------- | --------------------------------- |
| 最高気温記録 °C （°F）             | 11.2 (52.2)                       | 19.3 (66.7)                       | 22.7 (72.9)                       | 29.2 (84.6)                       | 32.5 (90.5)                       | 33.4 (92.1)                       | 37.7 (99.9)                       | 37.3 (99.1)                       | 34.8 (94.6)                       | 29.8 (85.6)                       | 24.8 (76.6)                       | 18.6 (65.5)                       | 37.7 (99.9)                       |
| 平均最高気温 °C （°F）             | 1.9 (35.4)                        | 2.9 (37.2)                        | 6.9 (44.4)                        | 13.9 (57)                         | 19.9 (67.8)                       | 24.0 (75.2)                       | 27.0 (80.6)                       | 28.8 (83.8)                       | 24.9 (76.8)                       | 18.4 (65.1)                       | 11.2 (52.2)                       | 4.5 (40.1)                        | 15.4 (59.7)                       |
| 日平均気温 °C （°F）               | −1.3 (29.7)                       | −0.9 (30.4)                       | 2.2 (36)                          | 8.2 (46.8)                        | 14.2 (57.6)                       | 18.7 (65.7)                       | 22.5 (72.5)                       | 23.7 (74.7)                       | 19.4 (66.9)                       | 12.6 (54.7)                       | 6.4 (43.5)                        | 1.1 (34)                          | 10.6 (51.1)                       |
| 平均最低気温 °C （°F）             | −4.5 (23.9)                       | −4.5 (23.9)                       | −2.2 (28)                         | 2.4 (36.3)                        | 8.6 (47.5)                        | 13.8 (56.8)                       | 18.6 (65.5)                       | 19.4 (66.9)                       | 14.6 (58.3)                       | 7.5 (45.5)                        | 2.0 (35.6)                        | −2.0 (28.4)                       | 6.2 (43.2)                        |
| 最低気温記録 °C （°F）             | −16.4 (2.5)                       | −14.6 (5.7)                       | −12.9 (8.8)                       | −8.2 (17.2)                       | −1.2 (29.8)                       | 3.2 (37.8)                        | 9.6 (49.3)                        | 9.7 (49.5)                        | 3.4 (38.1)                        | −1.6 (29.1)                       | −5.8 (21.6)                       | −12.9 (8.8)                       | −16.4 (2.5)                       |
| 降水量 mm （inch）                 | 141.8 (5.583)                     | 120.3 (4.736)                     | 119.7 (4.713)                     | 129.1 (5.083)                     | 149.2 (5.874)                     | 156.8 (6.173)                     | 258.1 (10.161)                    | 230.4 (9.071)                     | 184.1 (7.248)                     | 189.6 (7.465)                     | 198.5 (7.815)                     | 175.6 (6.913)                     | 2,052.9 (80.823)                  |
| 平均降水日数 （≥1.0 mm）           | 21.8                              | 19.0                              | 16.8                              | 13.4                              | 12.7                              | 11.7                              | 14.3                              | 12.1                              | 13.6                              | 15.4                              | 18.5                              | 22.1                              | 191.3                             |
| 平均月間日照時間                   | 40.9                              | 61.6                              | 100.3                             | 147.8                             | 178.3                             | 174.3                             | 143.0                             | 177.5                             | 149.3                             | 130.4                             | 85.5                              | 45.6                              | 1,431.1                           |
| 出典1：Japan Meteorological Agency |                                   |                                   |                                   |                                   |                                   |                                   |                                   |                                   |                                   |                                   |                                   |                                   |                                   |
| 出典2：気象庁                      |                                   |                                   |                                   |                                   |                                   |                                   |                                   |                                   |                                   |                                   |                                   |                                   |                                   |

| 大正寺（1991年 - 2020年）の気候    | 大正寺（1991年 - 2020年）の気候 | 大正寺（1991年 - 2020年）の気候 | 大正寺（1991年 - 2020年）の気候 | 大正寺（1991年 - 2020年）の気候 | 大正寺（1991年 - 2020年）の気候 | 大正寺（1991年 - 2020年）の気候 | 大正寺（1991年 - 2020年）の気候 | 大正寺（1991年 - 2020年）の気候 | 大正寺（1991年 - 2020年）の気候 | 大正寺（1991年 - 2020年）の気候 | 大正寺（1991年 - 2020年）の気候 | 大正寺（1991年 - 2020年）の気候 | 大正寺（1991年 - 2020年）の気候 |
| 月                                 | 1月                             | 2月                             | 3月                             | 4月                             | 5月                             | 6月                             | 7月                             | 8月                             | 9月                             | 10月                            | 11月                            | 12月                            | 年                              |
| ---------------------------------- | ------------------------------- | ------------------------------- | ------------------------------- | ------------------------------- | ------------------------------- | ------------------------------- | ------------------------------- | ------------------------------- | ------------------------------- | ------------------------------- | ------------------------------- | ------------------------------- | ------------------------------- |
| 最高気温記録 °C （°F）             | 11.9 (53.4)                     | 20.4 (68.7)                     | 21.6 (70.9)                     | 28.9 (84)                       | 31.8 (89.2)                     | 33.1 (91.6)                     | 36.4 (97.5)                     | 37.2 (99)                       | 34.3 (93.7)                     | 29.9 (85.8)                     | 24.3 (75.7)                     | 17.4 (63.3)                     | 37.2 (99)                       |
| 平均最高気温 °C （°F）             | 2.1 (35.8)                      | 3.1 (37.6)                      | 7.1 (44.8)                      | 14.2 (57.6)                     | 20.1 (68.2)                     | 24.1 (75.4)                     | 27.1 (80.8)                     | 28.8 (83.8)                     | 24.7 (76.5)                     | 18.3 (64.9)                     | 11.3 (52.3)                     | 4.5 (40.1)                      | 15.4 (59.7)                     |
| 日平均気温 °C （°F）               | −0.9 (30.4)                     | −0.6 (30.9)                     | 2.3 (36.1)                      | 8.2 (46.8)                      | 14.1 (57.4)                     | 18.6 (65.5)                     | 22.4 (72.3)                     | 23.6 (74.5)                     | 19.2 (66.6)                     | 12.5 (54.5)                     | 6.3 (43.3)                      | 1.2 (34.2)                      | 10.6 (51.1)                     |
| 平均最低気温 °C （°F）             | −3.8 (25.2)                     | −3.9 (25)                       | −1.8 (28.8)                     | 2.4 (36.3)                      | 8.5 (47.3)                      | 13.8 (56.8)                     | 18.5 (65.3)                     | 19.3 (66.7)                     | 14.7 (58.5)                     | 7.7 (45.9)                      | 2.0 (35.6)                      | −1.7 (28.9)                     | 6.3 (43.3)                      |
| 最低気温記録 °C （°F）             | −15.1 (4.8)                     | −16.1 (3)                       | −12.8 (9)                       | −8.8 (16.2)                     | −1.5 (29.3)                     | 4.6 (40.3)                      | 8.4 (47.1)                      | 9.9 (49.8)                      | 3.5 (38.3)                      | −1.4 (29.5)                     | −8.1 (17.4)                     | −12.4 (9.7)                     | −16.1 (3)                       |
| 降水量 mm （inch）                 | 169.7 (6.681)                   | 121.0 (4.764)                   | 115.4 (4.543)                   | 117.4 (4.622)                   | 130.0 (5.118)                   | 148.1 (5.831)                   | 229.6 (9.039)                   | 226.2 (8.906)                   | 193.9 (7.634)                   | 198.0 (7.795)                   | 227.0 (8.937)                   | 212.9 (8.382)                   | 2,089 (82.244)                  |
| 降雪量 cm （inch）                 | 199 (78.3)                      | 160 (63)                        | 73 (28.7)                       | 2 (0.8)                         | 0 (0)                           | 0 (0)                           | 0 (0)                           | 0 (0)                           | 0 (0)                           | 0 (0)                           | 12 (4.7)                        | 119 (46.9)                      | 564 (222)                       |
| 平均降水日数 （≥1.0 mm）           | 23.9                            | 19.5                            | 17.2                            | 12.8                            | 12.4                            | 11.0                            | 13.9                            | 12.2                            | 14.0                            | 16.1                            | 19.7                            | 23.9                            | 196.6                           |
| 平均月間日照時間                   | 32.6                            | 53.0                            | 106.9                           | 167.3                           | 188.2                           | 177.5                           | 150.2                           | 185.4                           | 150.7                           | 132.3                           | 80.9                            | 39.9                            | 1,464.8                         |
| 出典1：Japan Meteorological Agency |                                 |                                 |                                 |                                 |                                 |                                 |                                 |                                 |                                 |                                 |                                 |                                 |                                 |
| 出典2：気象庁                      |                                 |                                 |                                 |                                 |                                 |                                 |                                 |                                 |                                 |                                 |                                 |                                 |                                 |

### 人口
| |                                        |  |
| 秋田市と全国の年齢別人口分布（2005年） | 秋田市の年齢・男女別人口分布（2005年） |  |
| ■紫色 ― 秋田市 ■緑色 ― 日本全国 | ■青色 ― 男性 ■赤色 ― 女性              |  |
| 秋田市（に相当する地域）の人口の推移 \| 1970年（昭和45年） \| 257,532人 \| \| \| 1975年（昭和50年） \| 281,408人 \| \| \| 1980年（昭和55年） \| 304,823人 \| \| \| 1985年（昭和60年） \| 316,550人 \| \| \| 1990年（平成2年） \| 322,698人 \| \| \| 1995年（平成7年） \| 331,597人 \| \| \| 2000年（平成12年） \| 336,646人 \| \| \| 2005年（平成17年） \| 333,109人 \| \| \| 2010年（平成22年） \| 323,600人 \| \| \| 2015年（平成27年） \| 315,814人 \| \| \| 2020年（令和2年） \| 307,672人 \| \| |                                        |  |
| 総務省統計局 国勢調査より |                                        |  |
| 1970年（昭和45年） | 257,532人                              |  |
| 1975年（昭和50年） | 281,408人                              |  |
| 1980年（昭和55年） | 304,823人                              |  |
| 1985年（昭和60年） | 316,550人                              |  |
| 1990年（平成2年） | 322,698人                              |  |
| 1995年（平成7年） | 331,597人                              |  |
| 2000年（平成12年） | 336,646人                              |  |
| 2005年（平成17年） | 333,109人                              |  |
| 2010年（平成22年） | 323,600人                              |  |
| 2015年（平成27年） | 315,814人                              |  |
| 2020年（令和2年） | 307,672人                              |  |

### 人口動態概要
2024年現在約29万人となっている。人口は2002年をピークに減少に転じている。秋田県内の人口は戦後から長期に渡って人口減少が続いている一方で、かつての秋田市の人口増加は著しく1950年から2000年までの半世紀で国内の人口は約1.5倍程(53%)の人口増加を記録しているが秋田市はこの期間において凌ぐ1.7倍(旧秋田市に限ると84%)の人口増加を果たしている。特に70年代は年間5000人の人口増加が続いた。この時期の秋田市の発展はめざましいものであり1980年代後半までの路線価・年間小売販売額・市街地規模は東北では仙台市に次ぐ規模であり栄華を築いた。(現在の秋田市の都市力は東北地方では仙台市,郡山市,盛岡市に次ぐ4位の規模となっている)旧河辺郡(旧河辺町,旧雄和町)は人口が長期に渡って減少が続いており2024年現在は最盛期の半分にも満たないなど市内において格差が見られる。
| 実施年 | 秋田市人口(人) | 旧秋田市人口(人) | 旧2町人口(人) | 秋田市増加数(人) | 旧秋田市増加数(人) | 旧2町増加数(人) | 秋田市増加率(%) | 旧秋田市増加率(%) | 旧2町増加率(%) | 国内増加率(%) |
| ------ | -------------- | ---------------- | ------------- | ---------------- | ------------------ | --------------- | --------------- | ----------------- | -------------- | ------------- |
| 1950年 | 200,525        | 173,029          | 27,496        | -                | -                  | -               | -               | -                 | -              | -             |
| 1955年 | 217,833        | 190,202          | 27,631        | 17,308           | 17,173             | 135             | 8.6             | 9.9               | 0.5            | 7.3           |
| 1960年 | 229,933        | 203,661          | 26,272        | 12,100           | 13,459             | 1,359           | 5.6             | 7.1               | 4.9            | 4.6           |
| 1965年 | 240,306        | 216,607          | 23,699        | 10,373           | 12,946             | 2,573           | 4.5             | 6.4               | 9.8            | 5.2           |
| 1970年 | 257,532        | 235,873          | 21,659        | 17,226           | 19,266             | 2,040           | 7.2             | 8.9               | 8.6            | 5.5           |
| 1975年 | 281,408        | 261,246          | 20,162        | 23,876           | 25,373             | 1,497           | 9.3             | 10.8              | 6.9            | 7.9           |
| 1980年 | 304,823        | 284,863          | 19,960        | 23,415           | 23,617             | 202             | 8.3             | 9.0               | 1.0            | 4.6           |
| 1985年 | 316,550        | 296,400          | 20,150        | 11,727           | 11,537             | 190             | 3.8             | 4.1               | 1.0            | 3.4           |
| 1990年 | 322,698        | 302,362          | 20,336        | 6,148            | 5,962              | 186             | 1.9             | 2.0               | 0.9            | 2.1           |
| 1995年 | 331,597        | 311,948          | 19,649        | 8,899            | 9,586              | 687             | 2.8             | 3.2               | 3.4            | 1.6           |
| 2000年 | 336,646        | 317,625          | 19,021        | 5,049            | 5,677              | 628             | 1.5             | 1.8               | 3.2            | 1.1           |
| 2005年 | 333,109        | 315,019          | 18,090        | 3,537            | 2,606              | 931             | 1.1             | 0.8               | 4.9            | 0.7           |
| 2010年 | 323,600        | 306,490          | 17,110        | 9,509            | 6,691              | 880             | 2.9             | 2.7               | 5.4            | 0.2           |
| 2015年 | 315,814        | 300,264          | 15,550        | 7,786            | 6,226              | 1,560           | 2.4             | 2.0               | 9.1            | 0.8           |
| 2020年 | 307,672        | 294,392          | 13,280        | 8,142            | 5,872              | 2,270           | 2.6             | 2.0               | 14.6           | 0.8           |

### 隣接自治体
秋田県
- 北秋田市
- 潟上市

- 由利本荘市
- 大仙市

- 仙北市

- 南秋田郡：五城目町、井川町
- 北秋田郡：上小阿仁村

## 歴史

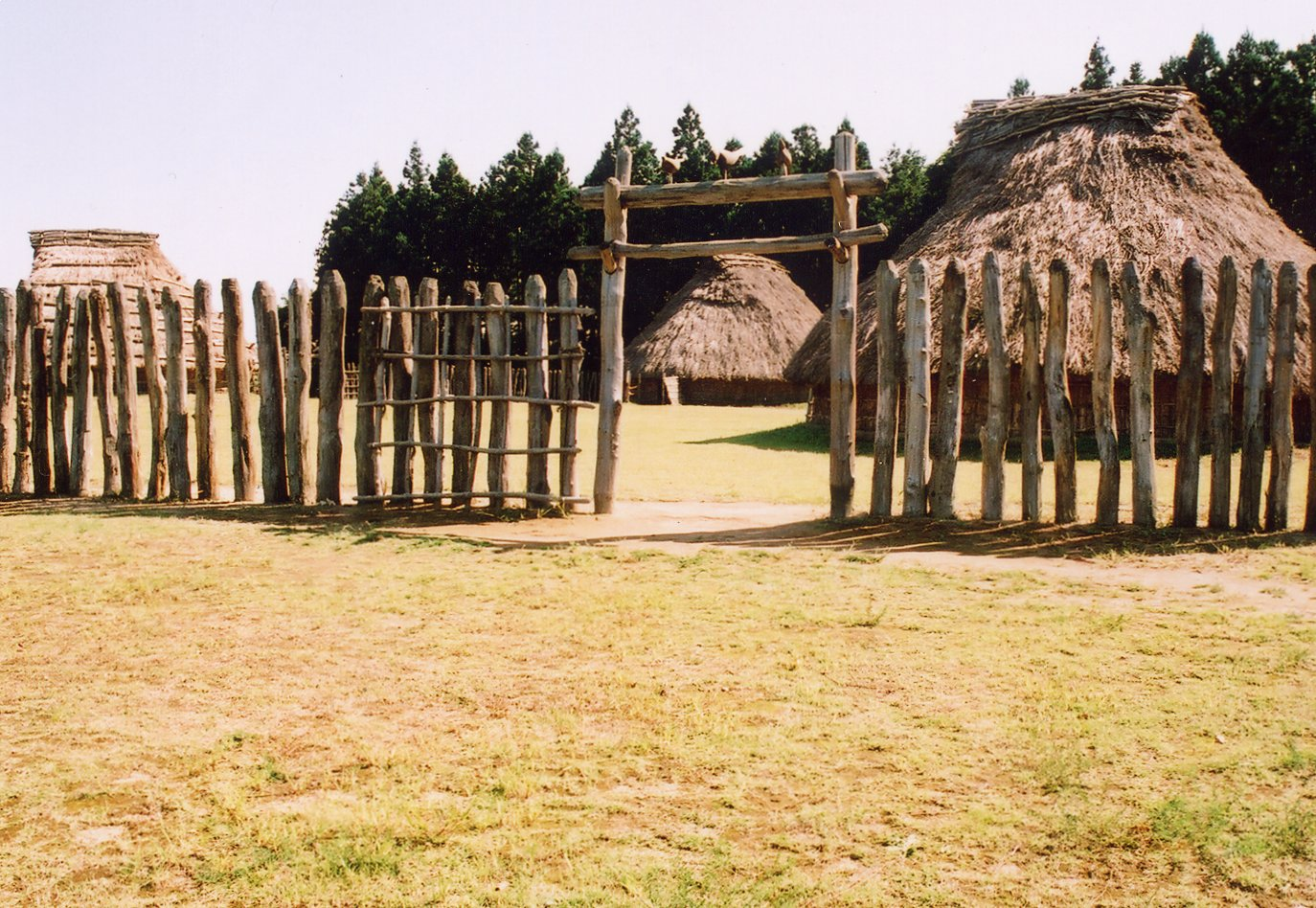
復元された地蔵田遺跡（柵で囲まれた弥生時代のムラ）

### 古代

#### 飛鳥時代
- 斉明天皇5年（658年） - 阿倍比羅夫が齶田（「あきた」の初見）の蝦夷恩荷を饗応（日本書紀）。

#### 奈良時代
- 神亀4年 (727年) - 渤海国使節団が初めて秋田湊に来航する。
- 天平5年（733年） - 出羽柵（のちの秋田城）が秋田村高清水岡（現在の秋田市寺内）に移設され、北羽地域の政府となる（続日本紀）。

#### 平安時代
- 延暦23年 (804年）- 秋田城制は停止され、代わりに秋田郡を設置。
- 元慶2年（878年） - 元慶の乱が起こる。秋田市域では焼岡村（現秋田市金足?）が反乱側に、添河村（現秋田市添川?）、覇別村（はわけ、現秋田市太平?）、助川（現秋田市三内?）が政府側に属した（日本三代実録）。
- 天慶2年（939年） - 天慶の乱が起こる（本朝世紀など）。

### 中世

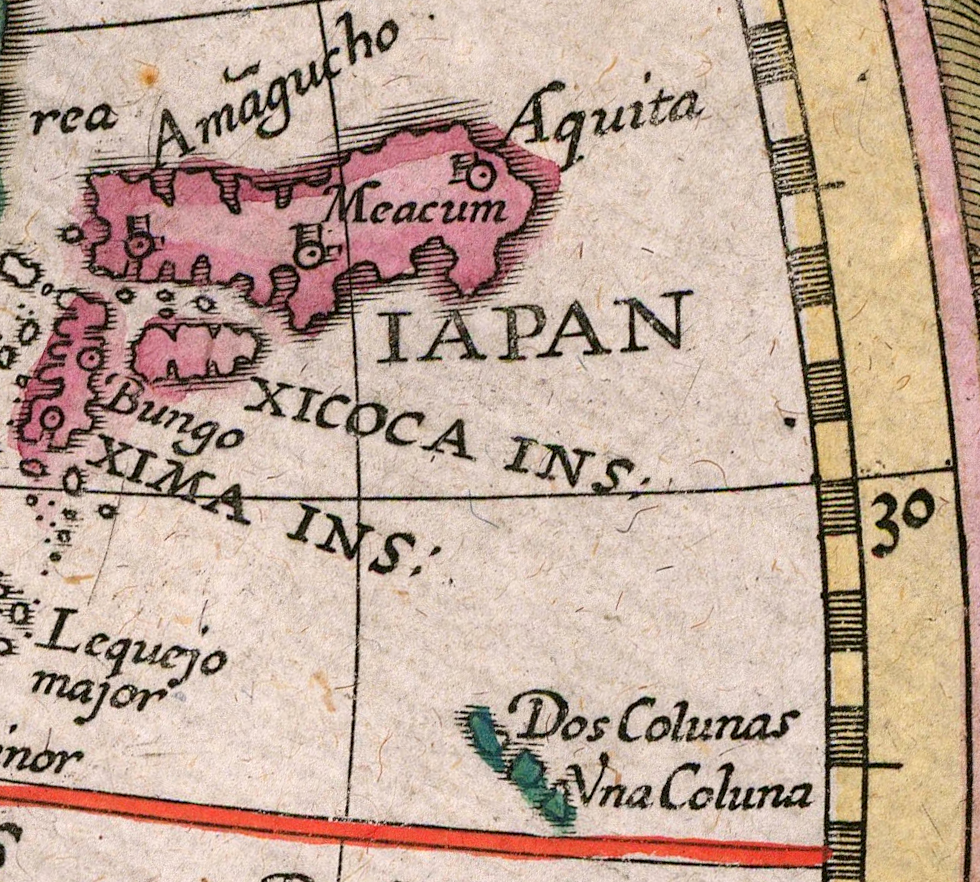
Aquitaと表記されている土崎港(1594年の世界地図)

#### 鎌倉時代
- 文治5年（1189年） - 橘公業が秋田郡の地頭となる。

#### 室町時代
- 安東氏（のちの秋田氏）が三津七湊の1つ出羽湊（現在の土崎港）を拠点に、秋田郡を領する。

### 近世

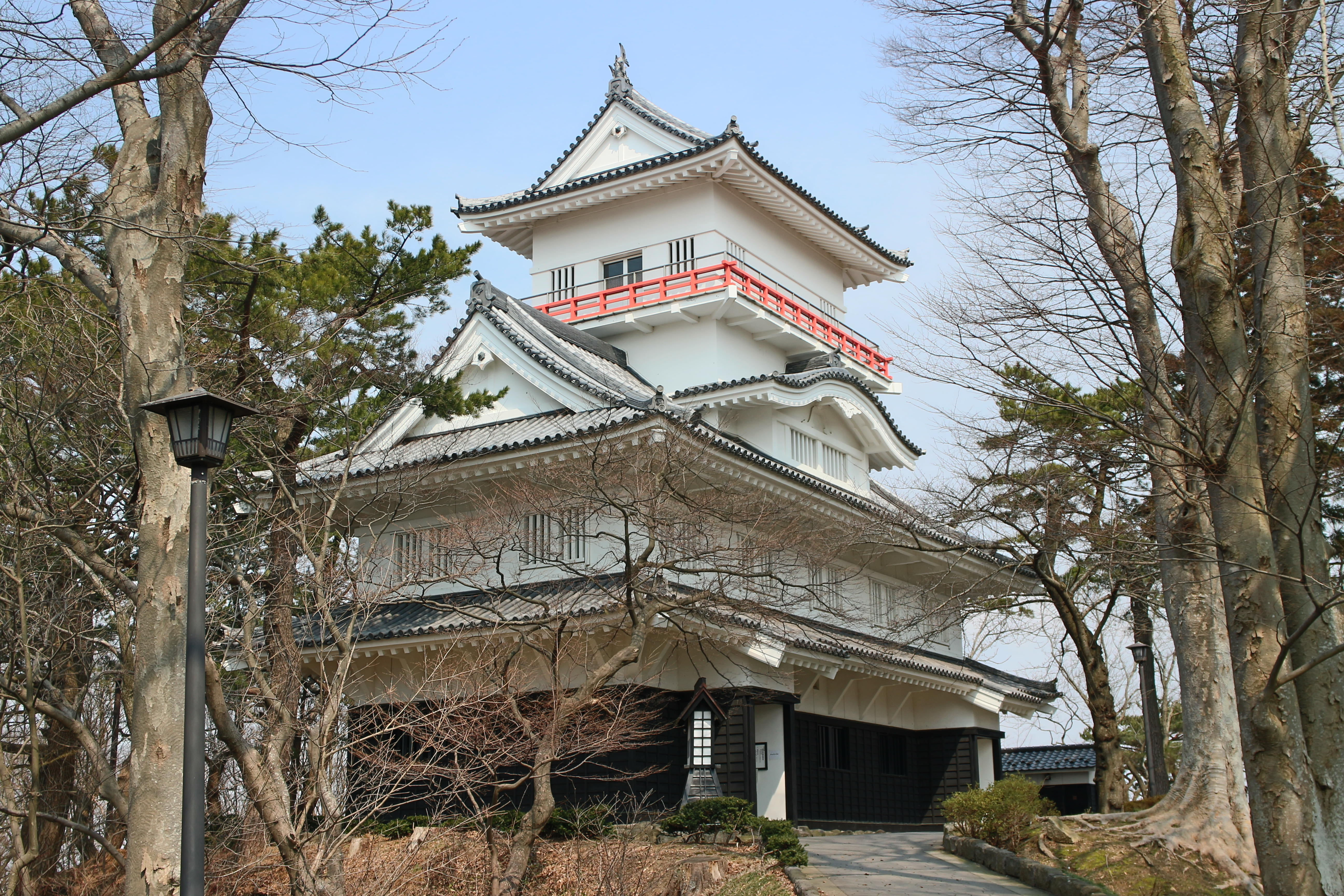
久保田城

#### 江戸時代
- 慶長9年（1604年） - 秋田市中心部の原形となる久保田城下町が建設される。

### 近代

#### 明治時代
- 明治4年（1871年）
  - 1月13日（3月3日） - 久保田藩が秋田藩へ改称したことに伴い、久保田城下町を秋田町へ改称する。
  - 7月14日（8月29日） - 廃藩置県により、秋田県・亀田県・本荘県・矢島県・岩崎県が発足する。
  - 11月2日（12月13日） - 上記5県と江刺県のうち鹿角郡、山形県のうち由利郡（一部）をあわせて秋田県（第二次）が発足する。
- 明治5年（1872年）
  - 3月13日（4月20日） - 旧久保田城本丸に秋田県庁を開庁。
  - 7月1日（8月4日） - 久保田郵便取扱所（秋田中央郵便局の前身）が設置される。
- 1873年（明治6年）10月1日 - 伝習学校が開校する。
- 1874年（明治7年）
  - 2月2日 - 遐邇新聞（秋田魁新報の前身）が創刊される。
  - 5月22日 - 伝習学校、洋学校を統合して太平学校となる。
- 1876年（明治9年） - 秋田町のうち楢山愛宕下を分割し、楢山村へ編入する。
- 1878年（明治11年）
  - 4月12日 - 太平学校を秋田師範学校と改称する。
  - 12月23日 - 秋田郡を分割して北秋田郡と南秋田郡が発足する。南秋田郡役所を秋田西根小屋町に設置し、後に秋田土手長町中丁へ移転する。
- 1879年（明治12年）1月4日 - 第四十八国立銀行が開業する。
- 1880年（明治13年）7月19日 - 旧久保田城が焼失する。
- 1886年（明治19年）4月30日 - 川反四丁目から出火し、わずか3時間で秋田町7,640戸中3,554戸が焼失した（俵屋火事）[7]。
- 1889年（明治22年）
  - 4月1日 - 市制施行により秋田町の全域をもって秋田市が発足し、南秋田郡より離脱。南秋田郡役所は土崎港町へ移転する。
    - 内町（旧武家町）では市制施行を支持する者が多く、外町（旧町人町）では内町と外町を分離して町制を施行する主張や、一旦町制を施行し後に市制へ移行することを主張する者が多かった[8]。しかし県中央にあって交通の要衝という訳でもない秋田町が今後発展するためには、内町と外町が協力して工業を発展させる以外に道はないとして、市制施行が決定した[9]。

  - 7月12日 - 秋田市役所を土手長町中丁の旧南秋田郡役所内に置く。
  - 7月14日 - 秋田馬車鉄道（秋田市電の前身）が新大工町 - 土崎間で開業する。
- 1896年（明治29年）5月9日 - 旧・秋田銀行が開業する。
- 1898年（明治31年）
  - 3月 - 秋田農工銀行が設立される。
  - 9月20日 - 歩兵第17連隊が仙台から秋田への移駐を終える。
- 1899年（明治32年）4月14日 - 秋田県立秋田図書館が創立する。
- 1901年（明治34年）11月14日 - 近江谷発電所が秋田市、南秋田郡土崎港町に電力供給を開始する。
- 1902年（明治35年）10月21日 - 奥羽北線（現在の奥羽本線）の五城目駅 - 秋田駅間が開通。南秋田郡金足村下刈に追分駅、土崎港町壱騎町に土崎駅、広山田村楢山に秋田駅が開業する。
- 1903年（明治36年）10月1日 - 奥羽北線の秋田駅 - 和田駅間が開通。河辺郡和田村和田に和田駅が開業する。
- 1905年（明治38年）
  - 7月26日 - 秋田市役所が全焼する。
  - 7月28日 - 大町三丁目の元税務監督局を仮庁舎として業務を再開する。
  - 8月1日 - 秋田駅所在地および周辺を南秋田郡広山田村・旭川村から分割し、秋田市へ編入する。
- 1907年（明治40年）
  - 10月1日 - 秋田市上水道の給水を開始する。
  - 12月26日 - 秋田郵便局にて秋田市内電話交換業務を開始する。加入数は201名であった。
- 1909年（明治42年）11月23日 - 秋田市新庁舎が土手長町上丁に完成する。
- 1911年（明治44年）4月30日 - 秋田鉱山専門学校が開校する。

#### 大正時代
- 1914年（大正3年）5月26日 - 日本石油黒川油田でロータリー式五号井が大噴油する。
- 1915年（大正4年）8月19日-8月23日 - 秋田市東根小屋町（現在の中通）に所在した旧制秋田中学校（後の秋田高校）野球部が第1回全国中等学校優勝野球大会に出場し準優勝。
- 1917年（大正6年）8月1日 - 日本銀行秋田支店が開設される。
- 1920年（大正9年）2月22日 - 羽越北線（現在の羽越本線）の秋田駅 - 道川駅間が開通。河辺郡新屋町に新屋駅、由利郡下浜村羽川に下浜駅が開業する。
  - 4月25日 - 秋田市十軒町（現在の楢山南中町）に秋田市商業学校（現在の秋田市立秋田商業高校）を開校
- 1921年（大正10年）7月31日 - 河辺郡牛島町に羽越北線羽後牛島駅が開業する。
- 1922年（大正11年）
  - 4月 - 秋田農工銀行が破綻し、解散。
  - 5月26日 - 当時平鹿郡増田村に本店をおいていた株式会社羽後銀行（現在の北都銀行）が秋田市に進出し、秋田支店を開設（2008年に閉店）。
  - 12月 - 破綻した秋田農工銀行の受け皿として、日本勧業銀行秋田支店が開業。
- 1923年（大正12年）4月1日 - 郡制が廃止される。

### 近現代

#### 昭和時代（戦前）
- 1927年（昭和2年）8月11日 - 栗原源蔵が将軍野遊園地を開園（1945年（昭和20年）8月に閉園）。
- 1928年（昭和3年）6月8日 - 7月12日（明治22年の市役所開庁日）を市の記念日と制定する[10]。
- 1932年（昭和7年）
  - 7月5日 - 下水道敷設工事を開始。
  - 8月5日 - 集中豪雨により約3000戸が浸水[11]。
- 1934年（昭和9年）11月20日 - 秋田大橋が竣工。
- 1935年（昭和10年）3月20日 - 日本鉱業八橋油田で上総式四号井が大噴油。
- 1936年（昭和11年）10月12日 - 南秋田郡土崎港町のガス事業が発足（秋田市ガス局の前身）。
- 1938年（昭和13年）4月27日 - 雄物川放水路の掘削工事が完成。
- 1941年（昭和16年）
  - 5月11日-6月30日 - 大東亜建設博覧会を開催。
  - 9月23日- 八橋陸上競技場、秋田市営八橋球場が開場。
  - 10月20日 - 秋田・第四十八・湯沢の各銀行が合併して秋田銀行となる。
- 1945年（昭和20年）8月14日 - 土崎空襲。夜半から翌15日未明にかけて134機のB-29が来襲し、死者250名以上。

#### 昭和時代（戦後）
- 1947年（昭和22年）
  - 8月12日 - 昭和天皇の戦後巡幸。授産所、市営住宅などを視察[12]。
  - 11月22日 - 秋田刑務所の工場などの建物約1000坪が焼失[13]。
- 1949年（昭和24年）
  - 3月10日 - 仙台高等裁判所秋田支部と仙台高等検察庁秋田支部が秋田市に開設。
  - 4月23日 - 秋田無尽株式会社(後の秋田あけぼの銀行)が秋田市に設立。翌月営業開始。
  - 5月31日 - 秋田師範学校、秋田青年師範学校および秋田鉱山専門学校を母体として、秋田大学が発足。
- 1950年（昭和25年）
  - 8月1日 - 秋田市下中城町の秋田県公会堂跡地に秋田県児童会館が開設
  - 8月1日 - 秋田鉄道管理局開設
  - 10月 - 秋田県児童会館付属動物園が秋田市上中城町の千秋公園に開園。
- 1951年（昭和26年）
  - 1月19日 - 秋田港が重要港湾に指定される。
  - 7月15日 - 広報あきた創刊
  - 10月1日 - 秋田無尽株式会社が相互銀行に転換し、株式会社秋田相互銀行に改称。
- 1953年（昭和28年）
  - 3月31日 - 秋田市中通に駅前朝倉市場が完成。
  - 4月26日 - 秋田市茨島に秋田短期大学及び秋田短期大学附属高等学校が開校
  - 8月 - 八橋運動公園球技場が開場。
- 1957年（昭和32年）10月18日 -木内デパートが、鉄筋コンクリート造3階建てに増築し新装オープン
- 1958年（昭和33年）6月18日 - 帝国石油の寄付により建設された秋田市美術館（秋田市立千秋美術館の前身）が開館。
- 1960年（昭和35年）9月30日 - 秋田市中通に秋田県産業会館が竣工。
- 1961年（昭和36年）
  - 9月2日 - 秋田駅が秋田民衆駅として改築され、商業施設の秋田ステーションデパートがオープン。
  - 9月26日 - 秋田空港が秋田市割山に開港。
  - 9月30日 - 秋田県民会館が秋田市下中城町に開館。
  - 10月7日　- 秋田市下長町にアキタニューグランドホテルが開業。
  - 10月8日-10月13日 - 秋田国体秋季大会開催。
  - 12月7日 - 日本銀行秋田支店で千円紙幣の偽札が発見される。のちに同種の偽札が各地で発見されチ-37号事件と命名されるが未解決のまま時効となる。
  - 11月21日 - 秋田県民会館の複合施設として秋田県立図書館が開館（3代目）
- 1964年（昭和39年）
  - 5月1日 - 羽後銀行（現在の北都銀行）が本店を横手市から中通三丁目に移転、営業開始。
  - 8月1日 - 秋田臨港警察署が発足。
  - 10月26日 - 3代目市庁舎が秋田市山王に完成。
- 1965年（昭和40年）
  - 4月25日-5月5日 - 第16回全国菓子大博覧会開催。
  - 11月1日 - 秋田湾地域が新産業都市に指定される。
- 1966年（昭和41年）1月1日 - 秋田市電が運行休止（3月31日に廃止）。
- 1968年（昭和43年）10月1日 - 八橋運動公園に秋田県立体育館が完成
- 1969年（昭和44年）8月2日-9月25日 - 秋田農業大博覧会を開催。
- 1970年（昭和45年）
  - 4月1日 - 秋田大学に医学部が設置される。
  - 7月7日 - 秋田市中通の旧秋田地方裁判所跡地に「秋田第一ホテル」（現：秋田キャッスルホテル）とショッピングモールの「秋田プラザ」がオープン。
- 1971年（昭和46年）
  - 6月20日 - 八橋運動公園に市営プールがオープン
  - 11月10日 - 秋田県立スケート場、秋田市向浜にオープン。
- 1973年（昭和48年）9月1日 - 大森山動物園が開園。
- 1974年（昭和49年）5月31日 - ジャスコ秋田県第1号店「ジャスコ秋田店」が、秋田駅前のなかよしビル核テナントとして開店。
- 1975年（昭和50年）
  - 3月1日 - 秋田市中央卸売市場が開場。
  - 5月5日 - 秋田県立博物館が秋田市金足に開館。
- 1977年（昭和52年）
  - 10月8日 - 秋田市南通亀の町の通称・有楽町に、日本初の映画館ビル「プレイタウンビル」が開館。[14]
- 1978年（昭和53年）
  - 11月10日 - 秋田商業高校が秋田市八橋字戌川原から現在地に移転。
  - 12月4日 - 千秋公園真下をぬけ手形地区と保戸野地区を結ぶ「千秋トンネル」が開通。
- 1979年（昭和54年）12月15日 - 土崎ショッピングセンター（ジャスコ土崎店：愛称サンポート土崎）が秋田市土崎にオープン。
- 1980年（昭和55年）
  - 4月1日 - 秋田市山王に秋田県児童会館新館が開館。
  - 4月1日 - 東通地区と南通地区を結ぶ「明田地下道」が開通。長さ44m
  - 6月22日 - 秋田市山王に秋田市文化会館が開館。
  - 11月22日 - 秋田ショッピングセンター（イトーヨーカドー秋田店）が秋田市中通に開店。
- 1981年（昭和56年）
  - 6月4日 - 秋田ニューシティ（ダイエー秋田店、辻兵）が秋田市大町に開店。
  - 6月26日 - 新秋田空港が河辺郡雄和町（現：秋田市）に開港。同日付で旧空港を廃止し、新空港を秋田空港と改称。
- 1982年（昭和57年）
  - 4月1日 - 秋田市立高等学校を県に移管、秋田県立秋田中央高等学校として開校。
  - 4月25日 - 仁別レジャーランド遊園地が秋田市仁別にオープン。
  - 8月4日 - 秋田市、河辺郡河辺町、雄和町がテクノポリス開発構想策定地域に指定。
- 1983年（昭和58年）
  - 5月26日 - 日本海中部地震発生。津波・塀の倒壊により市内で死者3名記録。
  - 10月7日 - 秋田市立中央図書館明徳館が秋田市千秋明徳町に開館。
- 1984年（昭和59年）
  - 4月27日 - 秋田中央ビルディング（本金西武・秋田ビューホテル）が秋田市中通に開業。
  - 7月31日-8月20日 - 昭和59年度全国高校総合体育大会（秋田インターハイ）を開催。開会式は秋田県立中央公園内陸上競技場で行われた。
- 1986年（昭和61年）
  - 4月10日 - 一つ森公園が秋田市下北手に開園。
  - 7月18日-8月24日 - 秋田博'86が秋田市向浜にて開催。
  - 11月1日 - 中交ホリディスクエア（長崎屋秋田店、現：ドン.キホーテ秋田店）が秋田市旭北錦町にオープン。
- 1987年（昭和62年）4月17日 - 一つ森公園に蘭州市設計による中国式あずま屋「友誼亭」が完成
- 1988年（昭和63年）
  - 7月30日 - 第1回雄物川花火大会開催。第7回大会より8月10日に開催。
  - 12月1日 - 秋田市の推計人口が30万人を突破[15]。

### 現代

#### 平成時代
- 1989年（平成元年）
  - 4月1日 - 株式会社秋田相互銀行が第二地方銀行に転換し、株式会社秋田あけぼの銀行に改称。
  - 6月10日 - 御所野ニュータウン街びらき。
  - 7月10日 - 市制100周年を記念して秋田市千秋公園に久保田城御隅櫓を復元、佐竹義堯公銅像を建立。
  - 7月12日 - 市制100周年記念式典を挙行。
  - 11月18日 - 秋田市中通に総合文化芸術ホール「アトリオン」が開館。
- 1990年（平成2年）10月1日 - 国勢調査で人口が30万人を突破。
- 1991年（平成3年）7月25日 - 秋田自動車道 横手IC - 秋田南IC間開通。これにより秋田市を通過する初めての高速道路が開通した。
- 1993年（平成5年）
  - 4月1日 - 羽後銀行が秋田あけぼの銀行を合併し、北都銀行が発足。
  - 9月10日 - イオン秋田ショッピングセンター（現・イオンモール秋田）が秋田市御所野地蔵田に開業。
  - 11月2日 - 秋田県立図書館と秋田県公文書館が秋田市山王新町に開館。
- 1994年（平成6年）
  - 4月8日 - 秋田港に秋田ポートタワー・セリオン開館。
  - 4月13日 - 秋田市八橋本町に移転した秋田市立体育館が竣工。
  - 12月22日 - 秋田市が運輸省（現：国土交通省）より国際会議観光都市に認定される。
- 1995年（平成7年）
  - 4月6日 - 平和島競艇場の場外発売所「ボートピア河辺」が河辺郡河辺町に開設。
  - 4月28日 - 秋田サティが秋田市楢山川口境に開業。
- 1997年（平成9年）
  - 3月16日 - 秋田駅が4代目となる現駅舎に改築。
  - 3月22日 - 秋田新幹線こまちが運行開始。
  - 4月1日 - 中核市へ移行。
  - 10月3日 - 中三秋田店が秋田市御所野地蔵田に開業。
  - 11月13日 - 秋田自動車道が全線開通。
- 1998年（平成10年）
  - 3月30日 - 秋田市御野場と豊岩を結ぶ秋田南大橋が開通。
  - 6月1日 - 秋田市・河辺郡（現・秋田市）・南秋田郡6町（現・潟上市を含む）・仙北郡協和町（現・大仙市協和）の市外局番を「0188」から「018」へ変更。
  - 7月1日 - 秋田市情報公開条例を施行。
- 1999年（平成11年）
  - 3月1日 - 秋田営林局と青森営林局が統合し、秋田市に東北森林管理局を設置。
  - 7月9日 - 秋田港に定期フェリー便が就航（新日本海フェリー：苫小牧 - 秋田 - 新潟 - 敦賀）。
- 2000年（平成12年）
- 7月29日 - 秋田駅東西連絡自由通路「ぽぽろーど」開通
  - 8月22日-25日 - 2000年国連軍縮秋田会議を開催。
  - 11月30日 - 秋田駅前アゴラ広場に延長165m高さ約21mの買物広場大屋根が完成。
  - 12月24日 - 秋田市の映画館街、南通亀の町（通称・有楽町）で唯一残る映画館「シアタープレイタウン」が閉館。
- 2001年（平成13年）
  - 3月24日 - 秋田県立総合プールが秋田市向浜に開設。
  - 4月1日 - 秋田市ガス局の事業を東部瓦斯へ移管。
  - 8月16日-26日 - 秋田市を中心にワールドゲームズ2001秋田大会が開催される。開会式は八橋陸上競技場で実施。
  - 10月29日 - 秋田空港に国際定期便就航（大韓航空：秋田 - ソウル）。
  - 11月22日 - 秋田大橋の架け替え工事が完成。
- 2002年（平成14年）
  - 8月31日 - ダイエー秋田店が閉店。
  - 12月5日 - 秋田市民市場が改築リニューアルオープン。
- 2003年（平成15年）
  - 3月15日 - 国道7号の秋田南バイパスが全線開通。
  - 6月21日 - 秋田県立野球場（こまちスタジアム）が秋田市向浜に開設。
  - 6月22日 - 秋田市民市場がグランドオープン。
- 2004年（平成16年）「秋田市建都400年記念事業」を実施。
  - 3月21日 - 秋田県立武道館が秋田市向浜に開館。
  - 4月1日 - 国際教養大学が秋田市雄和に開学。
  - 7月16日 - 秋田拠点センターアルヴェが開設。
  - 8月1日 - 秋田市建都400年記念式典を挙行。
  - 8月2日-6日 - 建都400年フェスティバルを開催。
- 2005年（平成17年）
  - 2月1日 - 秋田警察署を分割し、秋田中央警察署と秋田東警察署が発足。
  - 3月1日 - 西武百貨店が本金西武を吸収合併。
  - 4月1日 - 秋田市水道局が市の下水道部と統合し、新たに秋田市上下水道局を設置。
- 2006年（平成18年）
  - 3月9日 - ほんきん西武が本格的都市型百貨店にリニューアルし、秋田西武として開業。
  - 3月31日 - 秋田市交通局を廃止し、路線バス事業を秋田中央交通へ移管。
  - 12月9日 - フレスポ御所野が開業。
- 2007年（平成19年）
  - 1月27日-10月9日 - 第62回国民体育大会（秋田わか杉国体）を開催。
  - 9月15日 - 秋田中央道路が開通。
  - 10月13日-15日 - 第7回全国障害者スポーツ大会（秋田わか杉大会）を開催。
  - 10月27日 - 秋田市水道100周年記念式典を挙行。
  - 12月16日 - 秋田拠点センターアルヴェにて「秋田の電話100年記念イベント」を開催。
- 2008年（平成20年）
  - 3月3日 - NHK秋田放送局が秋田駅東口へ移転。
  - 10月20日 - 中三秋田店が閉店。
- 2009年（平成21年）
  - 6月2日-3日 - 秋田市制120年を記念して、第67期名人戦第5局が秋田市で開催（羽生善治名人対郷田真隆九段）。
  - 7月12日 - 秋田市制120周年記念式典を挙行。
  - 8月1日 -  秋田西武が西武秋田店に改称。
- 2010年（平成22年）
  - 2月5日 - 横山金足線が全線開通する。
  - 8月4日 - 秋田港が国の重要港湾の指定を受ける。
- 2012年（平成24年）
  - 7月5日 - 中通一丁目再開発事業が完成。商業施設・駐車場が先行オープン（2013年11月19日より愛称は「エリアなかいち」）。
  - 7月21日 - 秋田市にぎわい交流館「あう」、新県立美術館が開館（新秋田県立美術館は2013年秋の本オープンまでの期間、建物を無料開放）。
- 2013年（平成25年）4月1日 - 秋田公立美術大学が開学。
- 2015年（平成27年）
  - 5月30日-5月31日 - 八橋運動公園を主会場として第5回東北六魂祭を開催。
  - 9月19日 - 千秋公園で第1回「千秋花火」開催
- 2016年（平成28年）
  - 4月16日 - 秋田城跡歴史資料館が開館。
  - 5月6日 - 旧本庁舎の東隣にあったNHK秋田放送局跡地に新築した秋田市庁舎が業務を開始（一部業務は5月2日より開始）。
- 2017年（平成29年）
  - 7月15日 - 秋田市新屋ガラス工房が開館。
- 2018年（平成30年）
  - 3月24日 - 土崎みなと歴史伝承館が開館。
  - 4月18日 - 秋田港中島埠頭に建設されたクルーズ船専用旅客ターミナルの使用開始。同日より秋田港駅と秋田駅を結ぶ乗船客専用列車「あきたクルーズ号」が運行開始。
  - 8月8日-8月21日 - 秋田市金足に所在する秋田県立金足農業高等学校硬式野球部が第100回全国高等学校野球選手権記念大会に出場。準優勝を果たす。

#### 令和時代
- 2020年（令和2年）
  - 3月14日 - 国道7号の下浜道路（下浜サンセットロード）が開通。
- 2021年（令和3年）
  - 3月13日 - 奥羽本線秋田駅 - 土崎駅間に泉外旭川駅が開業[16]。
  - 3月21日 - 千秋公園内にある旧平野政吉美術館の建物を改装した秋田市文化創造館が開館。
  - 3月31日 - 秋田臨海鉄道が廃止され、会社解散（列車の運行は同年3月12日で終了）。
- 2023年（令和5年）
  - 5月9日 - 市内の雑木林から2021年に行方不明になった女性の遺体が発見される（秋田コンクリート詰め遺体事件）。
  - 7月15日 - 集中豪雨（令和5年7月14日からの梅雨前線による大雨）により太平川が広面大橋上流の右岸付近で氾濫[17]。
  - 11月1日 - 推計人口が30万人を割る[18]。これにより北東北に30万都市がなくなり[18]、東北6県の県庁所在市で仙台市以外の全ての市の人口が30万人を割る事となった[18]。

### 市町村合併の経緯
- 1905年（明治38年）8月1日 - 南秋田郡寺内村・旭川村・広山田村の各一部を編入。
- 1909年（明治42年）12月21日 - 南秋田郡旭川村の一部を編入。
- 1924年（大正13年）4月1日 - 河辺郡牛島町を編入[19]。
- 1926年（大正15年）4月1日 - 南秋田郡川尻村を編入。
- 1933年（昭和8年）3月14日 - 南秋田郡旭川村を編入。
- 1941年（昭和16年）4月1日 - 南秋田郡土崎港町・寺内町・広山田村・河辺郡新屋町を編入[20]。
- 1954年（昭和29年）10月1日 - 南秋田郡太平村・外旭川村・飯島村・下新城村・上新城村、河辺郡浜田村・豊岩村・仁井田村・四ツ小屋村・上北手村・下北手村、由利郡下浜村を編入。
- 1955年（昭和30年）1月1日 - 南秋田郡金足村の一部を編入。
- 2005年（平成17年）1月11日 - 河辺郡河辺町・雄和町を編入（これにともない河辺郡は消滅）。

## 行政

### 市長
- 沼谷純（ぬまや じゅん、2025年4月12日就任 1期目）

歴代市長
1. 小泉吉太郎
2. 羽生氏熟
3. 御代弦
4. 野口能毅
5. 大久保鉄作
6. 井上廣居
7. 湊鶴吉
8. 鈴木安孝
9. 村地信夫
10. 加賀谷朝蔵
11. 児玉政介
12. 武塙祐吉
13. 川口大助
14. 荻原麟次郎
15. 高田景次
16. 石川錬治郎
17. 佐竹敬久
18. 穂積志
19. 沼谷純

### 市のシンボル
- 市章は1928年（昭和3年）6月8日制定の「矢留」[21][22]。
- 市民歌は1979年（昭和54年）制定の「秋田市記念市民歌」。
  - 1928年（昭和3年）に初代の「秋田市民歌」が制定されてから5代目に当たり、4回もの代替わりを繰り返したのは日本の自治体歌としては最多である。
  - 2005年（平成17年）に編入合併された河辺町と雄和町の町民歌が、合併協議会の申し合わせによりそれぞれの「地域の歌」として存続している。
- 市の木はけやき。
- 市の花は1962年（昭和37年）選定のさつき。

### 自治体の変遷
河辺郡との合併
2005年（平成17年）1月11日、秋田市は河辺町・雄和町を編入し、新『秋田市』が誕生した。合併は両町からの要請で行われ、合併記念式典は同日、秋田市の秋田拠点センターアルヴェで行われた。
秋田市役所の所在地（山王一丁目1番1号）も変更はせず、河辺・雄和の旧役場は市民センター（2011年5月16日以降、市民サービスセンターに移行）として活用されている。
詳しくは 秋田市ホームページ を参照

## 議会

### 県議会
- 定数：12人
- 選挙区：秋田市選挙区
- 任期：2019年4月30日 - 2023年4月29日

| 議員名       | 会派名             | 備考         |
| ------------ | ------------------ | ------------ |
| 鈴木健太     | 自由民主党         |              |
| 沼谷純       | 次の世代につなぐ会 | 党籍は無所属 |
| 松田豊臣     | 公明党             |              |
| 工藤嘉範     | 自由民主党         |              |
| 石川ひとみ   | 社会民主党         |              |
| 加賀屋千鶴子 | 日本共産党         |              |
| 竹下博英     | 自由民主党         |              |
| 鳥井修       | みらい             | 無所属       |
| 北林康司     | 自由民主党         |              |
| 三浦茂人     | みらい             | 無所属       |
| 今川雄策     | 自由民主党         |              |
| 宇佐見康人   | 自由民主党         |              |

### 衆議院
- 選挙区：秋田1区（秋田市）
- 任期：2021年10月31日 - 2025年10月30日
- 投票日：2021年10月31日
- 当日有権者数：261,956人
- 投票率：58.18%

| 当落 | 候補者名 | 年齢 | 所属党派   | 新旧別 | 得票数   | 重複 |
| ---- | -------- | ---- | ---------- | ------ | -------- | ---- |
| 当   | 冨樫博之 | 66   | 自由民主党 | 前     | 77,960票 | ○    |
| 比当 | 寺田学   | 45   | 立憲民主党 | 前     | 72,366票 | ○    |

## 出先機関・施設

### 国家機関

#### 内閣府
警察庁
- 東北管区警察局秋田県情報通信部

#### 総務省
- 東北管区行政評価局秋田行政監視行政相談センター

#### 法務省
- 秋田地方法務局
- 秋田刑務所
- 秋田少年鑑別所
- 秋田保護観察所

出入国在留管理庁
- 仙台出入国在留管理局秋田出張所

検察庁
- 仙台高等検察庁秋田支部
- 秋田地方検察庁
- 秋田区検察庁

#### 財務省
- 東北財務局秋田財務事務所
- 函館税関秋田船川税関支署

国税庁
- 仙台国税局
  - 秋田北税務署
  - 秋田南税務署

#### 厚生労働省
- 東北厚生局秋田事務所
- 秋田労働局
  - 秋田労働基準監督署
  - 秋田公共職業安定所
- 仙台検疫所秋田船川出張所

#### 農林水産省
- 東北農政局
  - 秋田県拠点
  - 西奥羽土地改良調査管理事務所
- 横浜植物防疫所新潟支所秋田出張所

林野庁
- 東北森林管理局（本局。秋田県に所在する国の管区単位の機関としては唯一の機関である。）
  - 秋田森林管理署

#### 国土交通省
- 東北地方整備局
  - 秋田河川国道事務所
  - 秋田港湾事務所
- 東北運輸局秋田運輸支局

海上保安庁
- 第2管区海上保安本部秋田海上保安部

気象庁
- 秋田地方気象台

#### 環境省
- 東北地方環境事務所秋田自然保護官事務所

#### 防衛省
- 自衛隊秋田地方協力本部
- 陸上自衛隊
  - 秋田駐屯地（第21普通科連隊他）
  - 新屋演習場
- 航空自衛隊三沢基地秋田分屯基地（航空救難団秋田救難隊、航空気象群三沢気象隊秋田気象班）

#### 裁判所
- 仙台高等裁判所秋田支部
- 秋田地方裁判所
- 秋田家庭裁判所
- 秋田簡易裁判所

### 施設

#### 警察
本部
- 秋田県警察

警察署
- 秋田中央警察署（中央地区・西部地区）
- 秋田臨港警察署（北部地区）
- 秋田東警察署（東部地区・南部地区・河辺・雄和地区）

#### 消防
本部
- 秋田市消防本部

消防署
- 秋田消防署（牛島出張所・勝平出張所・新屋分署）
- 土崎消防署（寺内出張所・将軍野出張所・飯島出張所・外旭川出張所）
- 城東消防署（広面出張所）
- 秋田南消防署（河辺分署・雄和分署）

#### 医療・福祉
都道府県知事に告示された救急病院
- 秋田大学医学部附属病院（基幹災害拠点病院）
- 秋田赤十字病院（救命救急センター）（地域災害拠点病院）
- 地方独立行政法人秋田県立病院機構 秋田県立循環器・脳脊髄センター（脳血管疾患・心疾患、地域災害拠点病院）
- 地方独立行政法人市立秋田総合病院 市立秋田総合病院（小児救急センター）
- JA秋田厚生連 秋田厚生医療センター（地域災害拠点病院）
- 社会医療法人明和会 中通総合病院

その他
- 医療法人正和会 五十嵐記念病院
- 医療法人小泉病院 小泉病院
- 医療法人正観会 御野場病院

#### 郵便局
- 一般信書便事業者
  - 日本郵便

郵便番号
秋田市内の郵便番号は次の通り（括弧内は日本郵便による担当支店ないし集配センター）。
- 010（秋田支店）秋田市中央地域、東部地域、牛島、外旭川地区
  - 010-01（秋田支店追分集配センター）金足、下新城、上新城地区、潟上市天王の一部
  - 010-11（太平郵便局→2007年（平成19年）3月5日より秋田中央郵便局に変更→民営化により秋田支店）太平地区
  - 010-12（秋田支店雄和集配センター）雄和地域（大正寺地区をのぞく）
  - 010-13（大正寺郵便局→2004年（平成17年）9月6日より雄和郵便局に変更→民営化により秋田支店雄和集配センター）大正寺地区
  - 010-14（秋田支店仁井田集配センター）仁井田、御野場、御所野、山手台、上北手、四ツ小屋、大住地区
  - 010-15（秋田支店下浜集配センター）下浜地区
  - 010-16（新屋郵便局→2003年（平成15年）3月3日より秋田中央郵便局に変更→民営化により秋田支店）新屋、向浜、浜田、豊岩地区
  - 019-26（秋田支店和田集配センター）河辺地域（岩見三内地区をのぞく）
  - 019-27（岩見三内郵便局→2007年（平成19年）3月5日より和田郵便局に変更→民営化により秋田支店和田集配センター）岩見三内地区
- 011-09（土崎支店）土崎港、寺内、飯島、将軍野地区

#### 交流施設
市民サービスセンター
- 中央市民サービスセンター（センタース）
- 北部市民サービスセンター（キタスカ）
- 西部市民サービスセンター（ウエスター）
- 南部市民サービスセンター（なんぴあ）
  - 南部市民サービスセンター別館（なんぴあ別館）
- 東部市民サービスセンター（いーぱる）
- 河辺市民サービスセンター（カワベリア）
  - 河辺市民サービスセンター岩見三内連絡所
- 雄和市民サービスセンター（ユービス）
  - 雄和市民サービスセンター大正寺連絡所

その他の交流施設
- 秋田市下新城交流センター
- 秋田市将軍野高齢者学習センター・松林館
- 秋田市雄和地区北部コミュニティ施設 長者やま荘

#### 文化施設
- 秋田県産業振興プラザ
- 女性学習センター（主に女性対象）
- 青少年センター（主に、市内に働く青少年対象）

## 対外関係

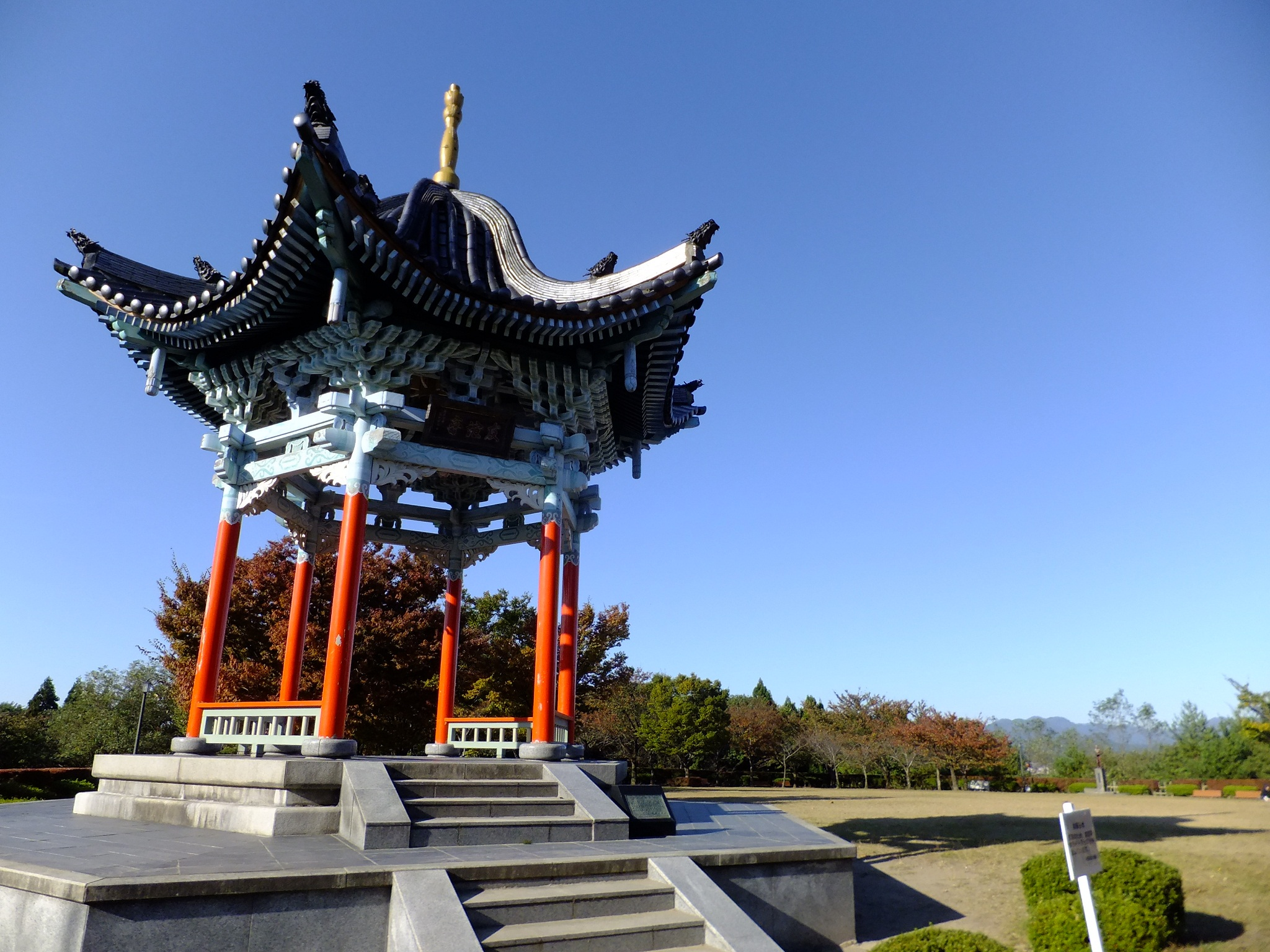
蘭州市との友好を記念して設置された一つ森公園内の友誼亭

### 姉妹都市・提携都市

#### 国内
- 秋田県仙北市 - 常陸太田市、秋田市、仙北市での市町村合併を契機として、これまでの姉妹都市関係、有縁友好都市関係を基盤に、歴史文化の継承や広域的観光の振興など、各分野の交流を促進するため2007年(平成19年)、三市連携交流提携に調印。
- 茨城県
  - 常陸太田市
  - 久慈郡大子町 - 佐竹氏が城を築き、城下町として約450年間栄えた都市であることを記念し、1977年(昭和52年)7月12日姉妹都市提携を開始。
- 佐賀県武雄市 - 秋田戦争から150周年となる2018年(平成30年)、「秋田市及び武雄市の交流に関する協定書」を締結[23]。

#### 海外
- 蘭州市（中華人民共和国・甘粛省1982年（昭和57年）8月5日締結
- パッサウ市（ドイツ連邦共和国・バイエルン州） 1984年（昭和59年）4月8日締結
- ウラジオストク市（ロシア連邦・沿海地方） 1992年（平成4年）6月29日締結
- セントクラウド（アメリカ合衆国・ミネソタ州） 1993年（旧雄和町）締結
- キナイペニンシュラ郡（アメリカ合衆国・アラスカ州） 1992年（平成4年）1月22日締結
- 南寧市（中華人民共和国・広西チワン族自治区　2021年（令和3年）11月22日締結[24]

### 名誉領事館
- 在秋田ベラルーシ共和国名誉領事館[25]
- 在秋田フィジー共和国名誉領事館

## 経済

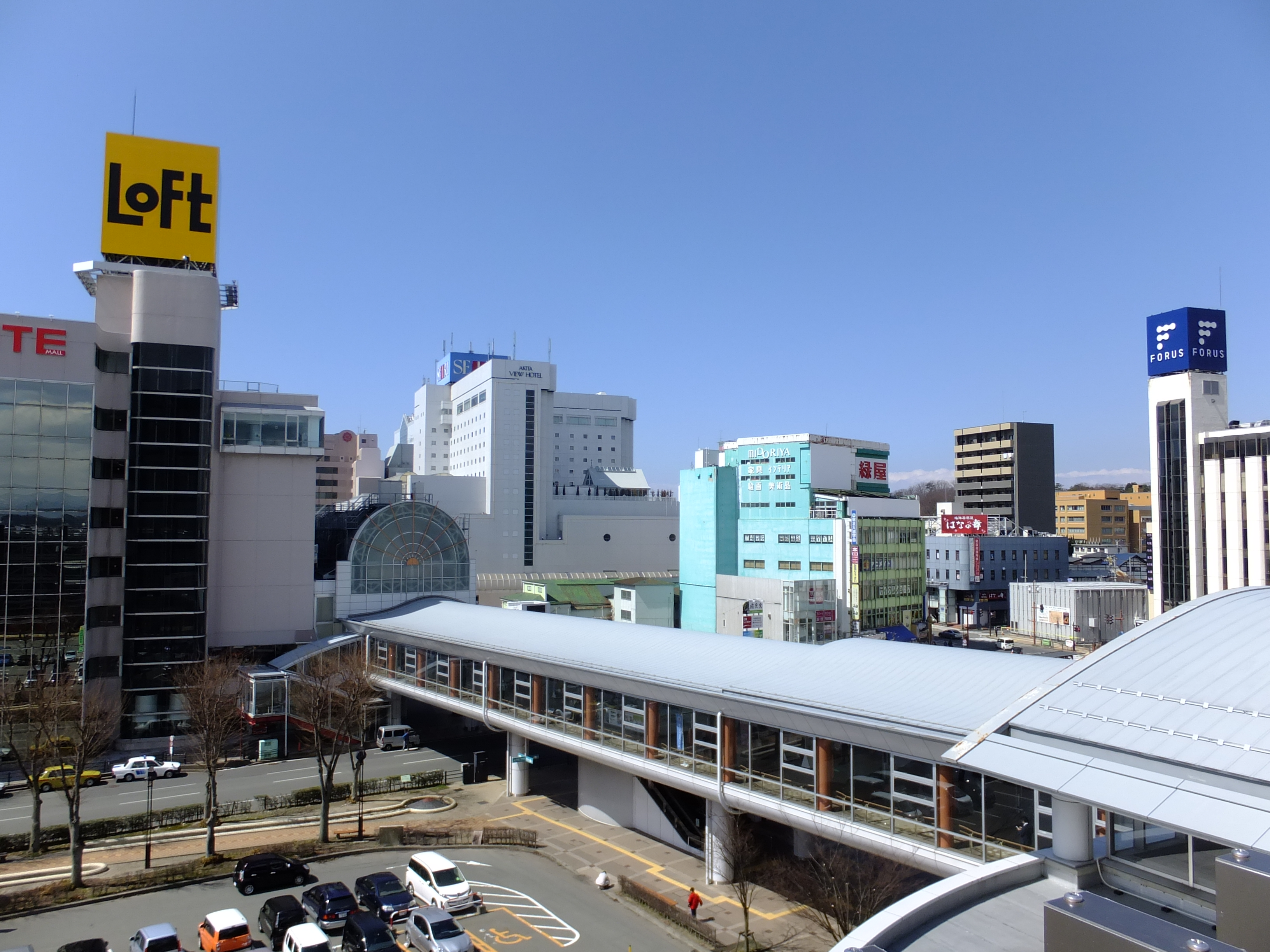
秋田駅前の商業集積

秋田市は、秋田県内において一極集中型の首位都市、いわゆるプライメイトシティである。
県の主要な官公庁と、秋田銀行、北都銀行、秋田魁新報などの県内を主な活動拠点とする企業の本社が集中している。
また、国の各出先機関や、INPEX JAPAN秋田鉱業所、JR東日本秋田支社、日本郵船秋田支店など、県外に本社を持つ企業の支社も数多く集中。地域の行政、経済、産業の拠点となっている。秋田新幹線も発着する秋田駅西口が中心市街地であり、駅からやや離れた旭川西側の川反エリアは秋田随一の歓楽街である。

### 金融機関
（統一金融機関コード・支店コード順）
- （日本銀行秋田支店）
- みずほ銀行秋田支店[注釈 2]
- 秋田銀行
- 北都銀行
- 岩手銀行秋田支店
- 七十七銀行秋田支店
- 野村信託銀行秋田支店[注釈 3]
- 北日本銀行秋田支店

- 秋田信用金庫
- 商工組合中央金庫秋田支店[注釈 4]
- あすか信用組合秋田支店
- 秋田県信用組合
- 東北労働金庫秋田支店・土崎支店
- （農林中央金庫秋田支店）
- 秋田なまはげ農業協同組合

- 野村證券秋田支店
- SMBC日興証券秋田支店
- 大和証券秋田支店
- みずほ証券仙台支店プラネットブース秋田
- ゆうちょ銀行秋田店
- （日本政策金融公庫秋田支店）

秋田市の指定金融機関は、秋田銀行（取りまとめ店は秋田市役所支店）。令和4年4月1日現在、みずほ銀行、北都銀行、北日本銀行及び秋田なまはげ農業協同組合の国内すべての営業店、秋田信用金庫と秋田県信用組合の県内店舗に加え、秋田市内に支店に窓口を置く金融機関の一部が収納代理金融機関とされている。
秋田市外で営業する金融機関
（統一金融機関コード順）…便宜上、市外に移転した店舗はここに含める。
- 荘内銀行秋田支店→2022年3月26日、酒田中央支店内に移転。令和5年12月31日を以て、収納代理金融機関を返上[注釈 5]。令和9年1月1日に予定されるフィデア銀行の発足により、法人格上は再進出となる予定。
- きらやか銀行秋田支店→2021年7月12日、本荘支店内に移転。令和5年11月30日を以て、収納代理金融機関を返上[注釈 6]。

かつて存在した金融機関（廃止当時の名称）
（統一金融機関コード順）…1960年代以降に廃止になった金融機関かつ、県内金融機関同士での合併によるものは法人格上消滅した金融機関に限る。
- 富士銀行秋田支店（開設時は安田銀行秋田支店）→日本勧業銀行秋田支店（現・みずほ銀行秋田支店）に事業譲渡。
- 三和銀行秋田支店（開設時は山口銀行秋田支店）→秋田銀行本店営業部に事業譲渡。
- (日本振興銀行秋田店)→跡地に新設された第二日本承継銀行（後のイオンコミュニティ銀行）秋田店が譲受し、継承。
- (イオン銀行秋田法人営業部)→2012年7月2日より、仙台法人営業部が継承[注釈 7]。
- (イオンコミュニティ銀行秋田店)→イオン銀行への吸収合併に伴い、同社の秋田法人営業部になった。
- 青森銀行秋田支店（開設時は第五十九銀行秋田支店）→能代支店に統合。令和4年11月14日より能代中央支店に改称。令和7年1月1日より青森みちのく銀行能代中央支店。
- みちのく銀行秋田支店（開設時は弘前相互銀行秋田支店）→能代支店に統合。令和7年1月1日より青森みちのく銀行能代支店。
- 山形銀行秋田支店→本荘支店に統合。
- 東北銀行秋田支店→鹿角支店に統合[要出典]。
- UFJ信託銀行秋田支店（開設時は東洋信託銀行秋田支店）→東京サービス支店に統合[注釈 8]。
- 日本信託銀行秋田支店→本店営業部（後の旧三菱信託銀行日本橋中央支店）に統合。
- 秋田あけぼの銀行→羽後銀行に吸収合併され解散し、即日羽後銀行が北都銀行に改称。旧本店営業部は秋田中央支店となったが、至近に所在する本店営業部(羽後銀行時代の本店)に統合され、店舗としての旧本店は現存しない。
- 殖産相互銀行秋田支店→第一勧業銀行秋田支店(当時)に事業譲渡。2007年5月7日、山形しあわせ銀行が殖産銀行に吸収合併されたことに伴い、法人格上、きらやか銀行秋田支店（山形相互銀行秋田支店→山形しあわせ銀行秋田支店より改称）として、秋田市に再進出した。
- 土崎信用金庫→秋田信用金庫への吸収合併に伴い、旧本店は同信金の土崎中央支店となったが、現在は(2代目)土崎支店に改称(位置は、土崎信金時代と同一)。
- 五城目信用金庫飯島支店→秋田信用金庫に吸収合併され、同信金の(2代目)飯島支店となったが、港北支店に統合され廃止。
- 秋田県中央信用組合秋田支店→破綻にともない、預金・顧客のみ秋田信用金庫へ事業譲渡。
- ウリ信用組合東北支店秋田出張所→2017年12月廃止、東北支店（仙台市青葉区所在）が継承。2021年3月22日、東北支店の秋田県の顧客の取引を北東北盛岡支店に移管。
- 朝銀秋田信用組合→朝銀北海信用組合に吸収合併され、朝銀北東信用組合秋田支店に。その後、ウリ信用組合秋田支店を経て、同東北支店秋田出張所に。
- 秋田商銀信用組合→あすか信用組合に吸収合併され、同秋田支店に。
- 秋田県労働金庫→宮城労働金庫に吸収合併され、東北労働金庫に。旧本店は、現在の秋田支店および秋田県本部。合併当時は、秋田市内に3支店を構えていたが、現在は2支店体制。
- 秋田県信用農業協同組合連合会→農林中央金庫秋田支店、新あきた農業協同組合（現・秋田なまはげ農業協同組合）などに事業譲渡。
- 秋田県漁業協同組合 - 組合としては現在も存続しているが、信用事業（JFマリンバンク）は2008年6月に事業終了している。
  - 秋田県信用漁業協同組合連合会→秋田県漁業協同組合に事業の包括承継を行い、解散。
- 山一證券秋田支店→経営破綻にともない、メリルリンチ日本証券仙台支店（当時）などに営業譲渡。
- みずほ証券秋田支店 - 2025年1月24日に営業終了し、同1月27日に仙台支店に統合。代替の相談窓口として、仙台支店プラネットブース秋田を、同日開設。元は、新日本証券秋田支店→新光証券秋田支店であった。
- (国民生活金融公庫秋田支店)→日本政策金融公庫秋田支店に移行。
- (中小企業金融公庫秋田支店)→同上
- (農林漁業金融公庫秋田支店)→同上

## 情報・生活

### マスメディア

#### 新聞社・出版社
- 秋田魁新報社
- 月刊あきたタウン情報
- 無明舎出版
- 釣り東北社

#### 放送局
- NHK秋田放送局

（ラジオ第一1503kHz、ラジオ第二774kHz 、NHK FM 86.7MHz リモコンキーID 総合1、Eテレ2）
- ABS秋田放送（NNN・NNS系列・JRN・NRN系列）

（ABSラジオ936kHzまたは90.1MHz リモコンキーID4）（ラテ兼営）
- AKT秋田テレビ（FNN・FNS系列）

（リモコンキーID8）
- AAB秋田朝日放送（ANN系列）

（リモコンキーID5）
- IBC岩手放送（JNN系列）秋田ケーブルテレビでの配信。地域によっては越境受信も可能。かつては秋田市に秋田支局があった。

（秋田ケーブルテレビでのリモコンキーID6）
- AFMエフエム秋田（JFN系列、82.8 MHz）
- ACB秋田コミュニティー放送（コミュニティFM、76.5 MHz） 秋田市街地を中心に放送
- 秋田椿台エフエム放送（コミュニティFM、79.6 MHz） 旧雄和町を中心に放送

#### 広報番組
- おはよう秋田市から（秋田朝日放送 月 - 木 10：30 - 10：35）
- こんにちは秋田市から（秋田放送 金 11:20 - 11:25、土 11:45 - 11:50・15:55 - 16:00、日 11:55 - 12:00）
- こんばんは秋田市から（秋田テレビ 水 22:54 - 23:00/ただし、ナイターなどの番組延長時は繰り下げなどをして放送）

内容は、「おはよう-」と「こんにちは-」はほぼ同じ。

### ライフライン

#### 電力
- 東北電力

#### ガス
- 東部瓦斯

#### 上下水道
- 秋田市上下水道局

かつて存在した公営企業
- 秋田市ガス局（1941年（昭和16年）に合併した旧土崎港町から引き継いで発足したが、2001年（平成13年）3月31日に廃止された。東部瓦斯へ全面移管）
- 秋田市水道局（2005年（平成17年）4月1日に市の下水道部と統合し、新設された「秋田市上下水道局」に移管）
- 秋田市交通局（2006年（平成18年）3月31日で廃止）
- 市立秋田総合病院（2014年（平成26年）4月1日、地方独立行政法人運営に移行）

## 教育・研究機関

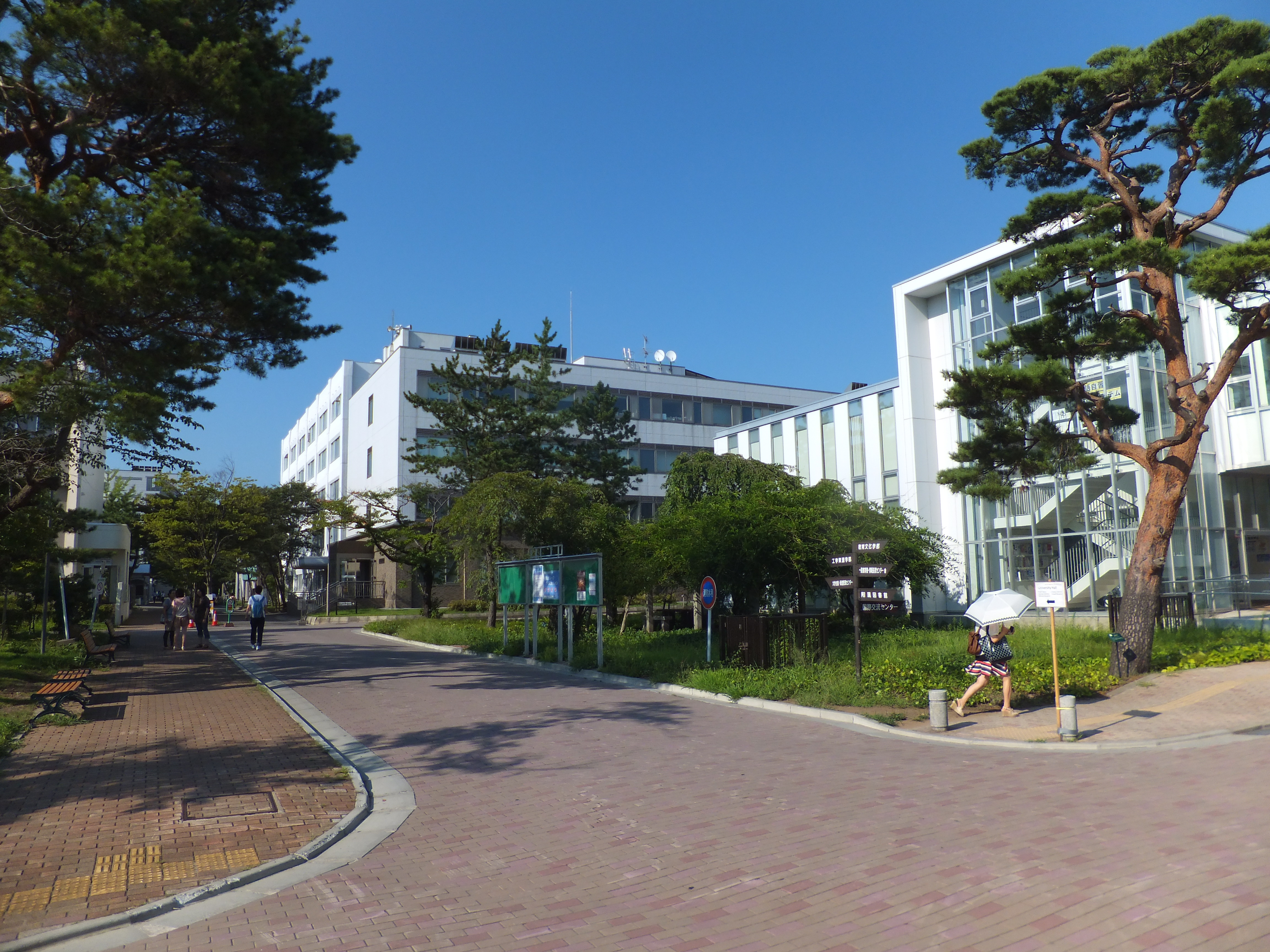
秋田大学

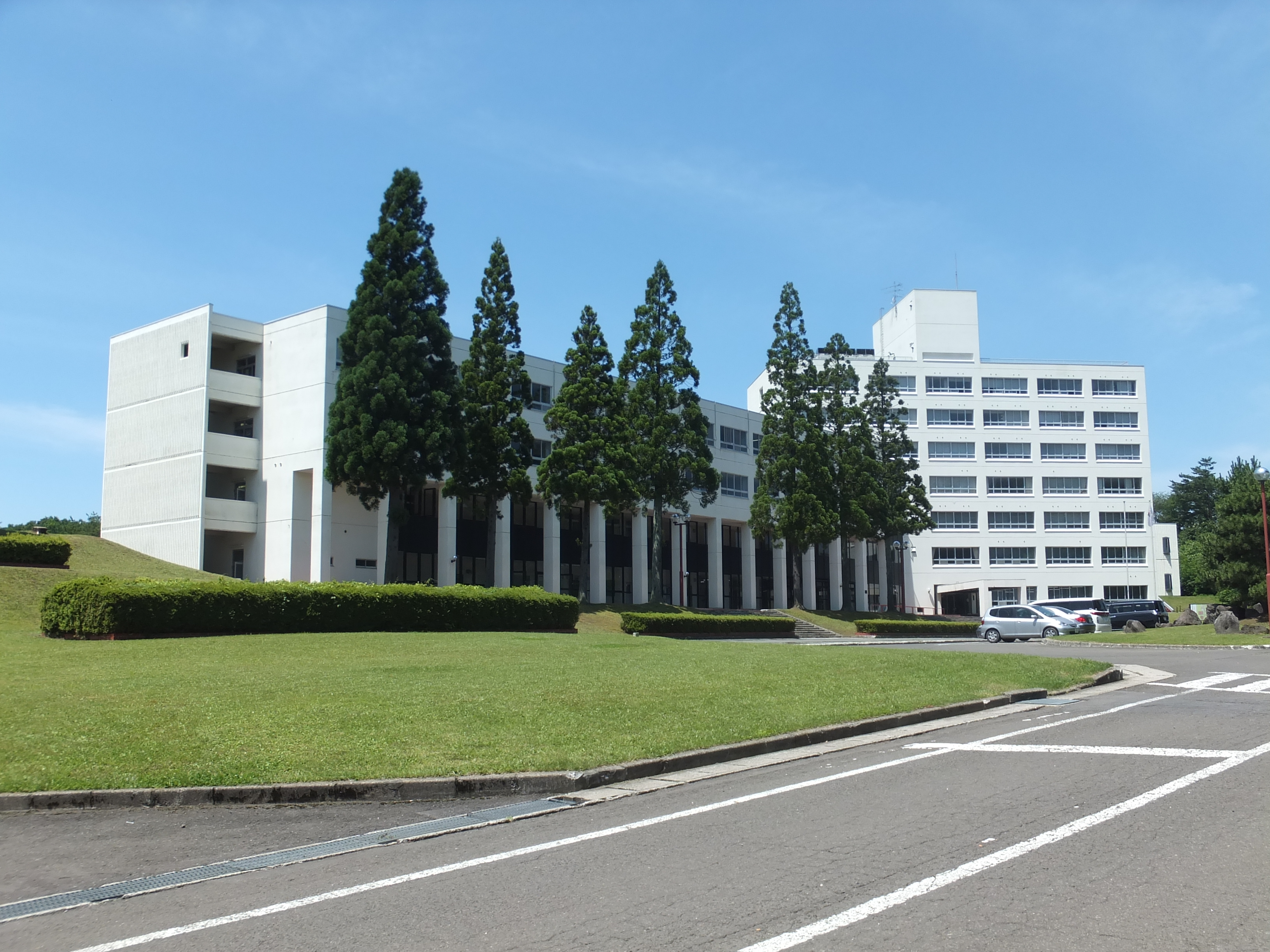
ノースアジア大学

### 大学・短大
国立
- 秋田大学

公立
- 秋田県立大学
- 国際教養大学
- 秋田公立美術大学

私立
- ノースアジア大学
- 秋田看護福祉大学秋田キャンパス...ノース大の40周年記念館内に設置。
- 日本赤十字東北看護大学
- 放送大学秋田学習センター（秋田大学のベンチャー・ビジネス・ラボラトリー棟に設置）
- 北海道情報大学秋田教育センター（秋田情報ビジネス専門学校内に設置）

短期大学
- 聖霊女子短期大学
- 聖園学園短期大学
- 日本赤十字東北看護大学介護福祉短期大学部
- 秋田栄養短期大学

### 高等専門学校
国立
- 秋田工業高等専門学校

### 高等学校
県立
- 秋田県立秋田高等学校
- 秋田県立秋田北高等学校
- 秋田県立秋田明徳館高等学校
- 秋田県立秋田中央高等学校
- 秋田県立秋田工業高等学校
- 秋田県立新屋高等学校
- 秋田県立金足農業高等学校
- 秋田県立秋田南高等学校

市立
- 秋田市立秋田商業高等学校
- 秋田市立御所野学院高等学校

私立高校
- ノースアジア大学明桜高等学校
- 聖霊学園高等学校
- 秋田令和高等学校（旧・秋田和洋女子高等学校）
- 国学館高等学校

### 中学校
国立
- 秋田大学教育文化学部附属中学校

県立
- 秋田県立秋田南高等学校中等部

市立
- 秋田市立秋田東中学校
- 秋田市立秋田南中学校
- 秋田市立山王中学校
- 秋田市立土崎中学校
- 秋田市立秋田西中学校
- 秋田市立外旭川中学校
- 秋田市立秋田北中学校
- 秋田市立城南中学校
- 秋田市立城東中学校
- 秋田市立泉中学校
- 秋田市立将軍野中学校
- 秋田市立御野場中学校
- 秋田市立勝平中学校
  - 秋田市立勝平中学校千秋分校
- 秋田市立飯島中学校
- 秋田市立桜中学校
- 秋田市立岩見三内中学校
- 秋田市立河辺中学校
- 秋田市立雄和中学校
- 秋田市立御所野学院中学校

### 小学校
国立
- 秋田大学教育文化学部附属小学校

市立
- 保戸野小学校
- 明徳小学校
- 築山小学校
- 旭北小学校
- 中通小学校
- 旭南小学校
- 牛島小学校
- 川尻小学校
- 旭川小学校
- 土崎小学校
- 港北小学校
- 土崎南小学校
- 高清水小学校
- 広面小学校
- 日新小学校
- 勝平小学校
  - 勝平小学校千秋分校
- 太平小学校
- 外旭川小学校
- 飯島小学校
- 下新城小学校

- 浜田小学校
- 豊岩小学校
- 仁井田小学校
- 四ツ小屋小学校
- 上北手小学校
- 下北手小学校
- 下浜小学校
- 金足西小学校
- 八橋小学校
- 東小学校
- 泉小学校
- 大住小学校
- 桜小学校
- 飯島南小学校
- 寺内小学校
- 御所野小学校
- 岩見三内小学校
- 河辺小学校
- 戸島小学校
- 雄和小学校

### 特別支援学校
国立
- 秋田大学教育文化学部附属特別支援学校（知的障害）

県立
- 秋田県立秋田きらり支援学校（肢体不自由）
- 秋田県立聴覚支援学校（聴覚障害）
- 秋田県立視覚支援学校（視覚障害）
- 秋田県立栗田支援学校（知的障害）

### 高等専修学校
大学入学資格が得られる専修学校高等課程に該当する専修学校。
- 公立
  - 秋田公立美術大学附属高等学院
- 私立
  - 高等専修学校秋田クラーク高等学院

### 広域型通信制高等学校等
※は技能連携校、無印はサポート校の扱い。
- クラーク記念国際高等学校秋田キャンパス（株式会社寺子屋義塾運営）※
- 第一学院高等学校秋田キャンパス（株式会社ウィザス直営）
- さくら国際高等学校秋田キャンパス（株式会社Terra-Cco運営）
- N高等学校秋田キャンパス
- トライ式高等学院秋田キャンパス

## 交通

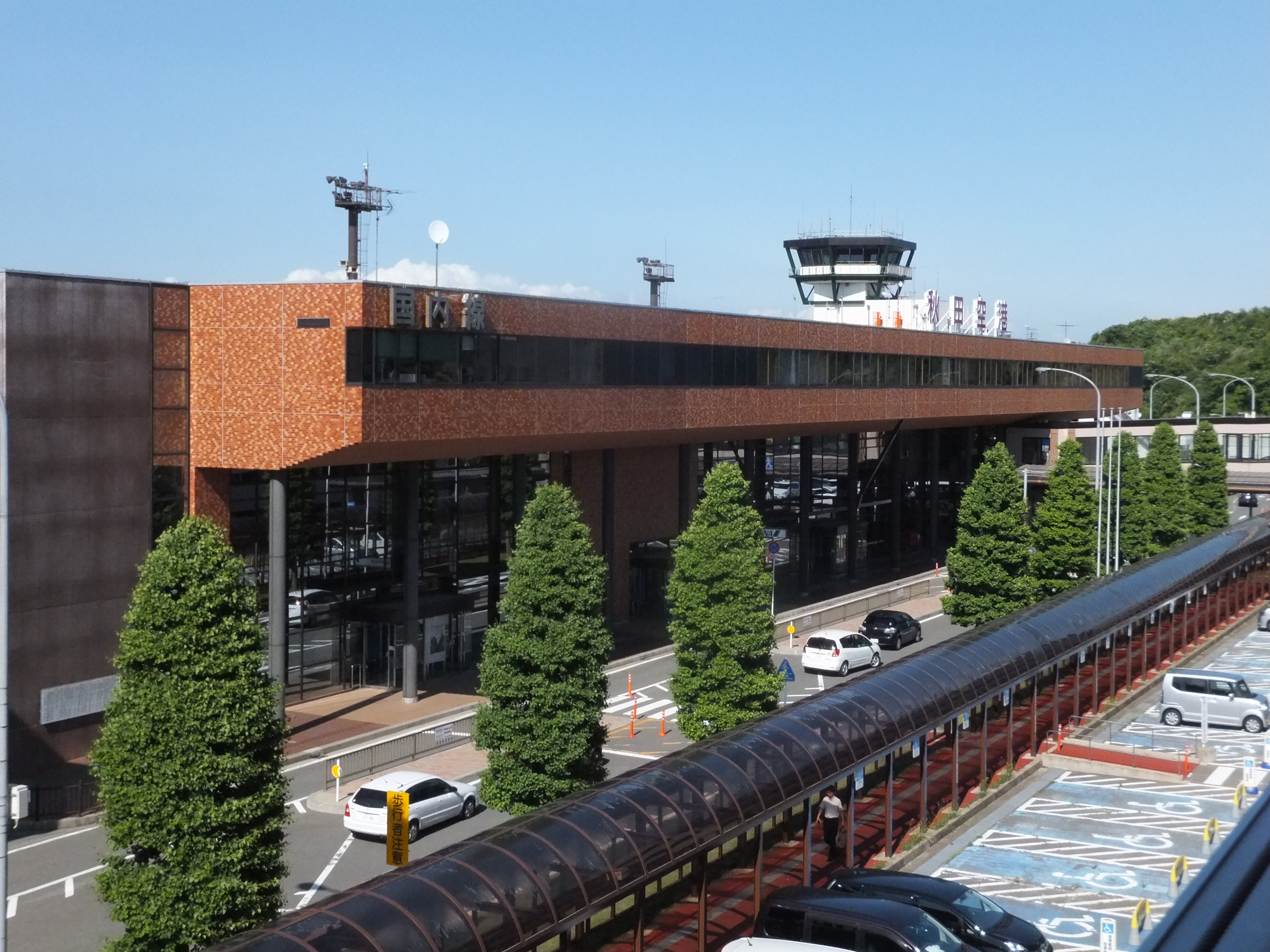
秋田空港

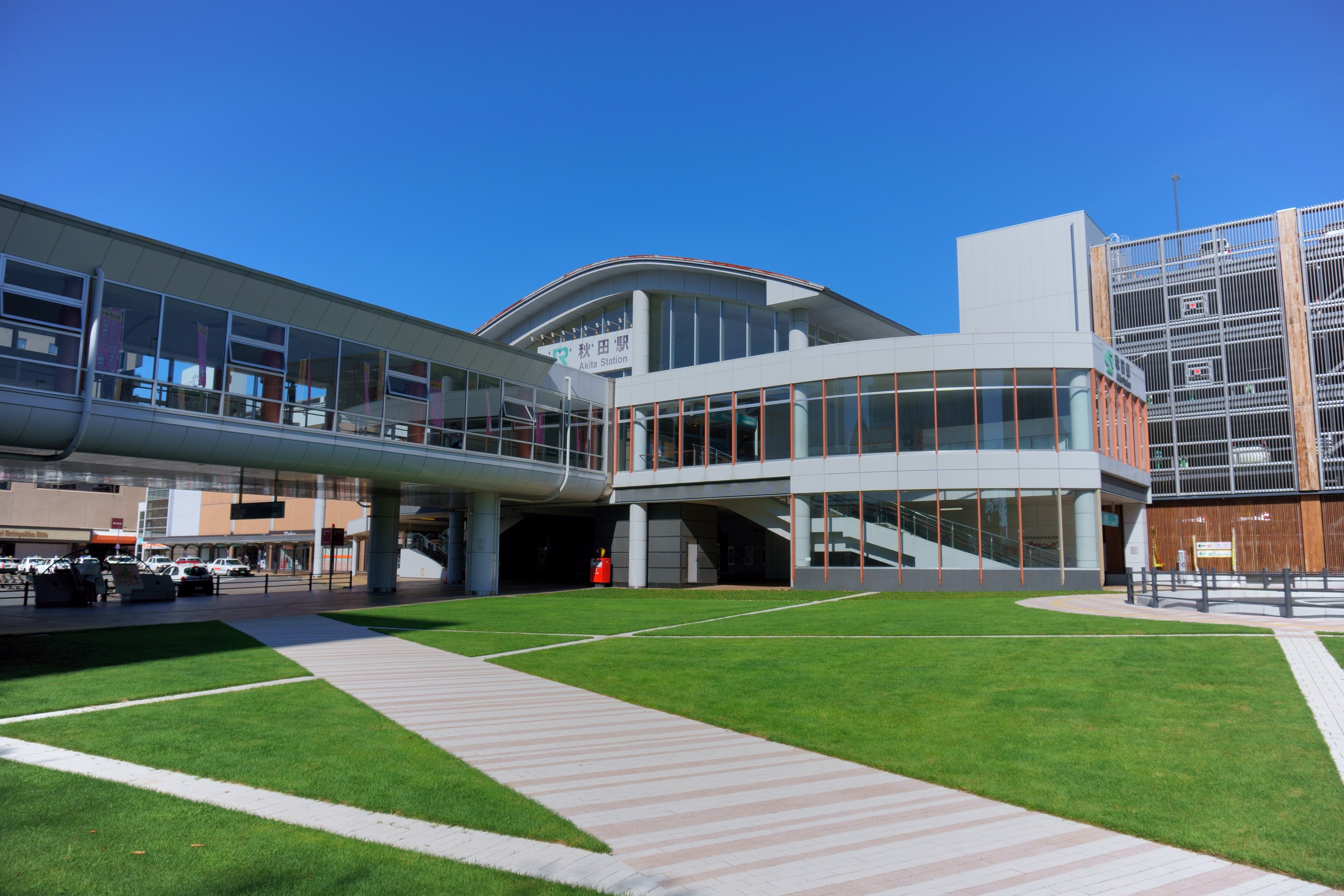
秋田駅

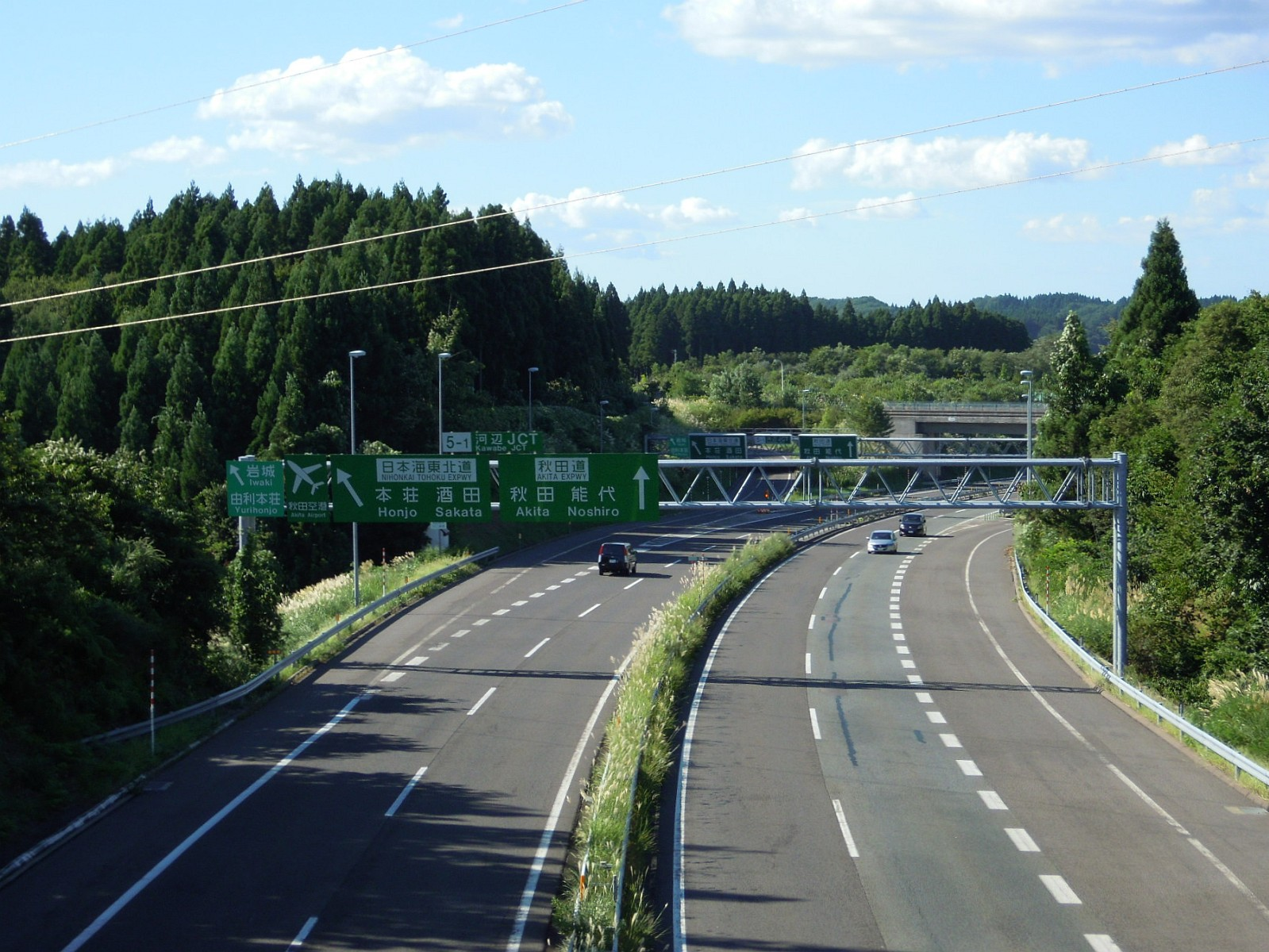
河辺JCT

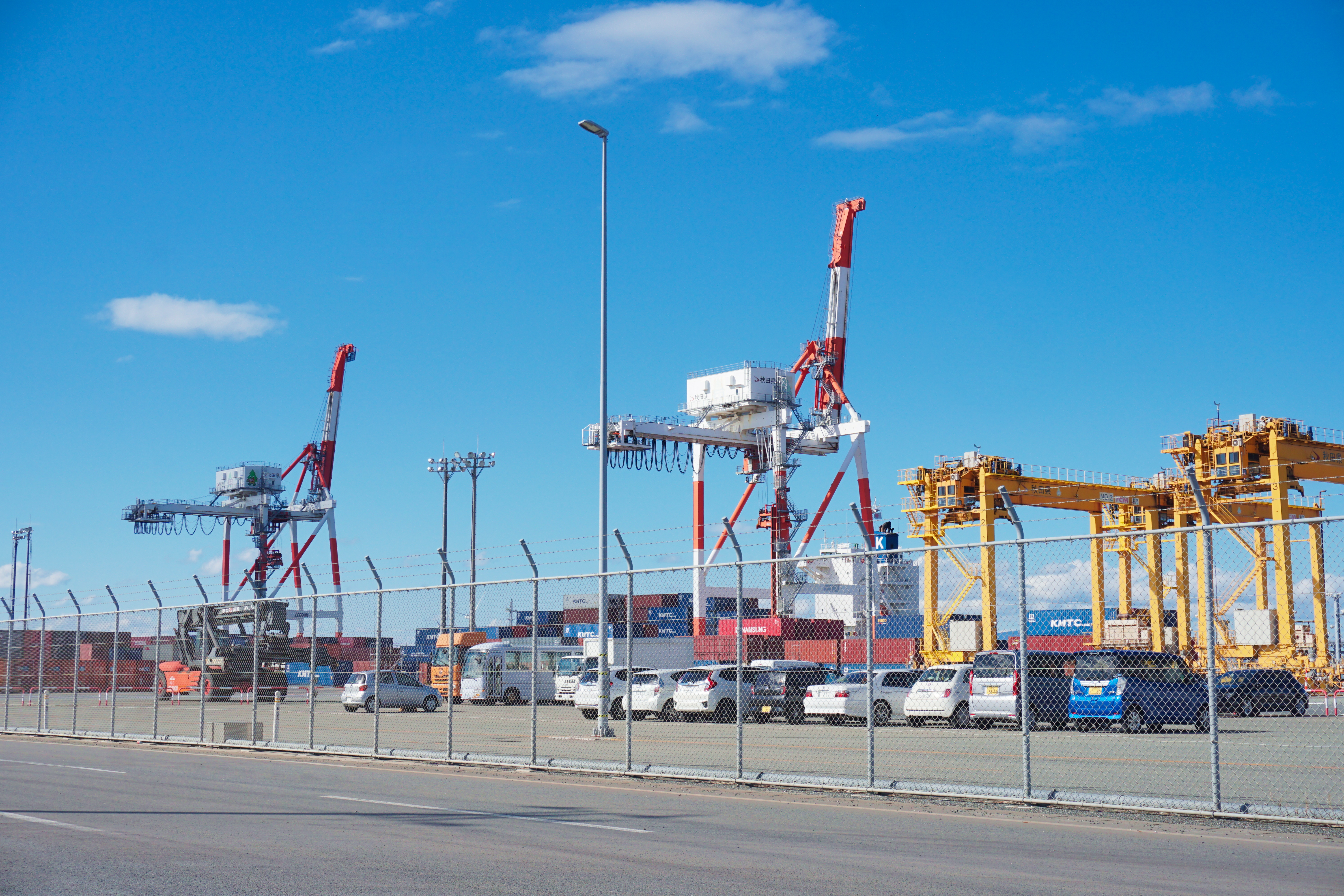
秋田港コンテナターミナル

### 空港
- 秋田空港
  - 国内線
    - 日本航空(JAL)[注釈 9]
      - 東京国際空港
      - 大阪国際空港
      - 丘珠空港

    - 全日本空輸(ANA)[注釈 10]
      - 東京国際空港
      - 大阪国際空港
      - 新千歳空港

    - オリエンタルエアブリッジ(ORC)[注釈 11]
      - 中部国際空港

  - 国際線
    - 大韓航空(KE)[注釈 12]
      - 仁川国際空港[注釈 13]

### 航路
- 秋田港（土崎港）- 重要港湾
  - 秋田北港 - 秋田フェリーターミナル
  - 秋田南港 - 秋田コンテナターミナル

### 鉄道
東日本旅客鉄道（JR東日本）
市内に新幹線は通っていないが、ミニ新幹線と呼ばれる「秋田新幹線（奥羽本線）」が存在する。しかし法律上在来線という位置付けである。
- 奥羽本線（秋田新幹線含む）
  - 大張野駅 - 和田駅 - 四ツ小屋駅 - 秋田駅 - 泉外旭川駅 -（秋田貨物駅）- 土崎駅 - 上飯島駅 - 追分駅
  - 土崎駅 - 秋田港駅
- 羽越本線
  - 下浜駅 - 桂根駅 - 新屋駅 - 羽後牛島駅 - 秋田駅
- 男鹿線
  - 追分駅

このうち秋田駅は秋田新幹線の停車駅である。

#### 廃止路線
秋田市交通局
- 秋田市電（1965年廃止）

東北森林管理局秋田森林管理署
- 仁別森林鉄道（1968年廃止）

秋田臨海鉄道
- 秋田臨海鉄道線（2021年廃止）
  - 向浜駅 - 秋田港駅 - 中島埠頭 - 秋田北港駅

### バス

#### 路線バス・県内高速バス
- 秋田中央交通 - 市内および周辺市町村への一般路線バス・高速バスを運行する。また、秋田空港と秋田市中心部を結ぶ秋田空港リムジンバスも運行する。
- 秋田中央トランスポート - 秋田中央交通の子会社。
- 羽後交通
  - 高速 湯沢 - 秋田線（秋田中央交通と共同運行）：秋田市 - 横手市・湯沢市
  - 急行 本荘秋田線：秋田市 - 由利本荘市
- 秋北バス
  - 高速 能代 - 秋田線（秋田中央交通と共同運行）：秋田市 - 能代市

かつては秋田市交通局（秋田市営バス）が市内を運行していたが、2006年（平成18年）4月1日に廃止され、路線は秋田中央交通に譲渡された。

#### コミュニティバス
- 秋田市マイタウン・バス
- 秋田市中心市街地循環バス（愛称「ぐるる」）[26][27]

#### 高速バス（秋田県外発着）
首都圏と秋田市を結ぶ夜行高速バスと、仙台市と秋田市を結ぶ昼行高速バスがある。
※太字は秋田市内の停車地。秋田市内との相互間で利用できない停車地は省略。
| 愛称名               | 運行会社                          | 運行区間                                                                  |
| -------------------- | --------------------------------- | ------------------------------------------------------------------------- |
| フローラ号           | 秋田中央交通 小田急ハイウェイバス | 東京（新宿・バスタ新宿）・さいたま市（大宮駅東口） - 秋田駅東口・長崎屋BT |
| ドリーム秋田・東京号 | JRバス東北                        | TDR・東京駅 - 秋田駅東口・秋田大学前・秋田ポートタワーセリオン前          |
| キラキラ号           | 桜交通                            | 横浜市（YCAT）・バスタ新宿 - 秋田駅東口                                   |
| JAMJAMライナー       | ジャムジャムエクスプレス          | BT東京八重洲・バスタ新宿・さいたま市（大宮駅西口） - 秋田駅東口           |
| KBライナー           | 千葉みらい観光バス                | バスタ新宿 - 秋田駅東口                                                   |
| 仙秋号               | 秋田中央交通 JRバス東北 宮城交通  | 仙台市（仙台駅前） - 秋田駅東口                                           |

### 道路
高速道路
- 東日本高速道路（NEXCO東日本）
  - 秋田自動車道（東北横断自動車道釜石秋田線）：河辺JCT - 秋田南IC - 秋田中央IC - 太平山PA - 秋田北IC - 昭和男鹿半島IC
  - 日本海東北自動車道：河辺JCT - 秋田空港IC

国道
- 国道7号
- 国道13号
- 国道46号（市内は全区間国道13号と重複）
- 国道101号（市内の単独区間は約200 m、ほかは国道7号・国道285号と重複）
- 国道285号（市内は全区間国道7号・国道101号と重複）
- 国道341号

主要地方道
- 秋田県道9号秋田雄和本荘線
- 秋田県道10号本荘西仙北角館線
- 秋田県道15号秋田八郎潟線
- 秋田県道25号秋田港線
- 秋田県道26号秋田停車場線
  - 広小路
- 秋田県道28号秋田岩見船岡線
- 秋田県道41号秋田昭和線
- 秋田県道44号雄和岩城線
- 秋田県道46号秋田空港線
- 秋田県道56号秋田天王線
- 秋田県道61号秋田御所野雄和線
  - あきたびライン
- 秋田県道62号秋田北野田線
  - 秋田中央道路
- 秋田県道65号寺内新屋雄和線
- 秋田県道72号秋田北インター線

一般県道
- 秋田県道112号久保秋田線
- 秋田県道124号高岡追分線
- 秋田県道126号秋田操車場線
- 秋田県道157号追分停車場線
- 秋田県道161号土崎停車場線
- 秋田県道162号羽後牛島停車場線
- 秋田県道175号和田停車場線
- 秋田県道231号上新城土崎港線
- 秋田県道232号太平山八田線
- 秋田県道233号土崎港秋田線
- 秋田県道240号川添下浜停車場線
- 秋田県道303号秋田昭和飯田川線
- 秋田県道308号河辺阿仁線
- 秋田県道319号雄和協和線
- 秋田県道326号秋田空港東線

自転車道
- 秋田県道401号雄和仁別自転車道線
- 秋田県道402号秋田河辺雄和自転車道線
- 秋田県道403号秋田男鹿自転車道線

## 観光
観光への取り組み

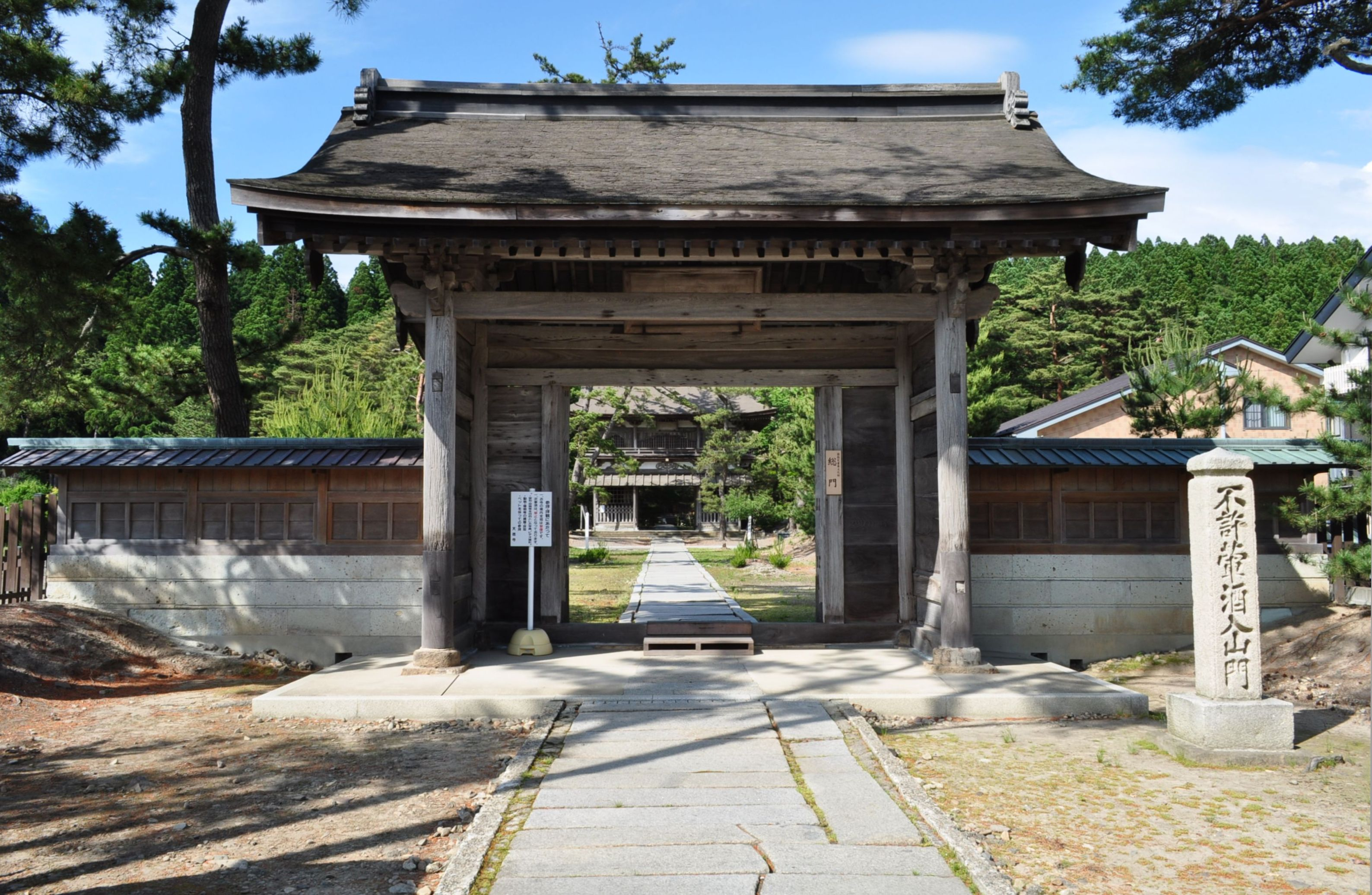
天徳寺 参道から総門を見る（2014年6月10日撮影）

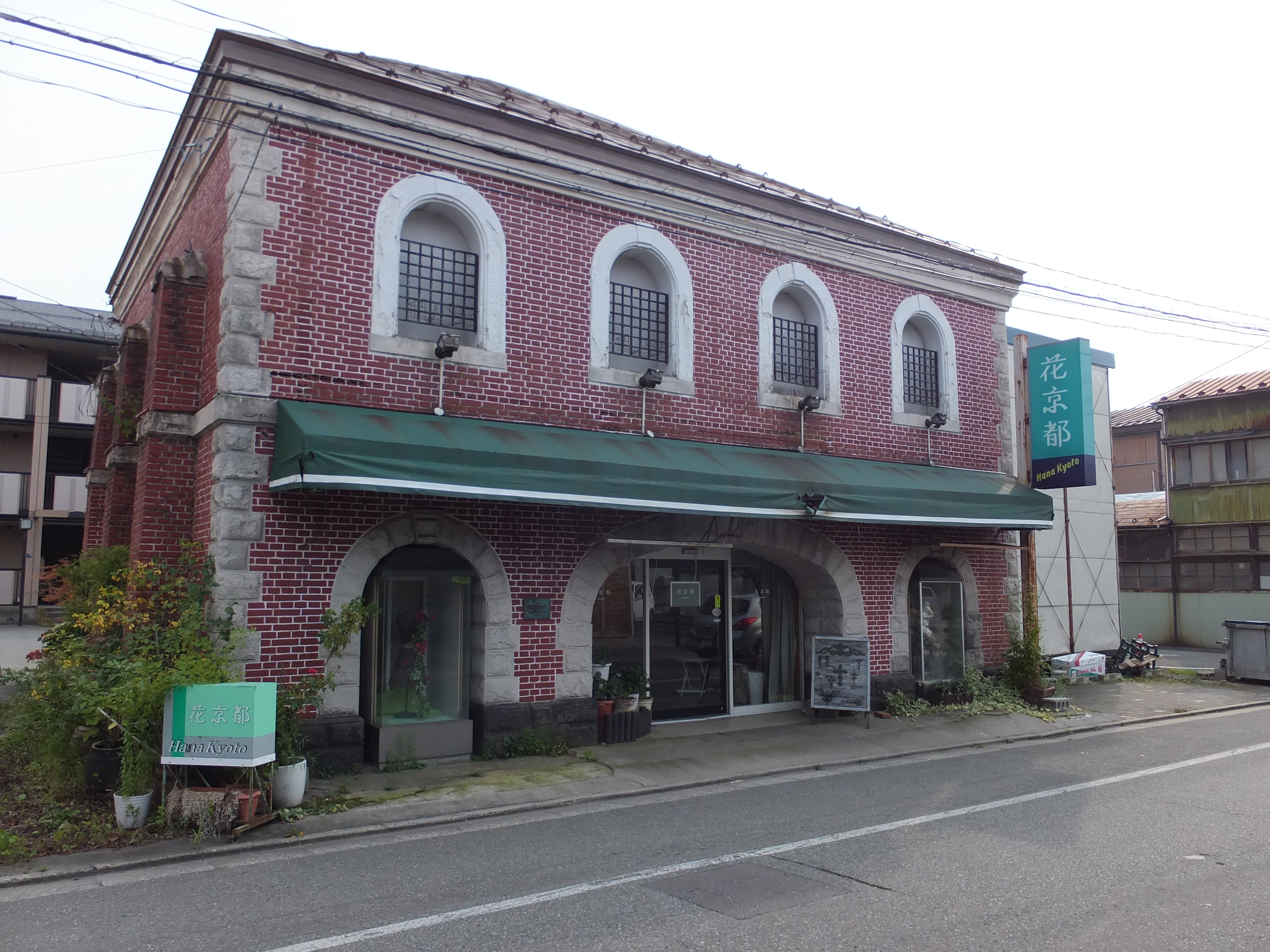
市内に現存する最古の煉瓦建築

秋田市立赤れんが郷土館（重要文化財上の名称は「旧秋田銀行本店本館」）をはじめとする多種の博物館・記念館や美術館、多くのアウトドアスポット、さらにきりたんぽをはじめとする郷土料理など、多くの観光資源を抱える秋田市は、「観光あきた維新」を掲げて国内・国外からの観光客誘致に取り組んできた。2010年度から秋田市観光アドバイザーに就任した吉井靖の協力のもと、市民参加型観光情報サイト「アキタッチ」の構築、中国放送局を招聘し秋田地域産品と観光地の紹介を中国およびASEAN各国に衛星放送を通じて番組配信しながら、秋田産品の販路拡大とインバウンド旅行開発を企画するなど、様々な取り組みを行っている。また、インバウンド観光客に対するスマートフォンの他言語観光ガイドの仕組みも構築する。秋田駅周辺では、「エリアなかいち」が複合施設となっている。

### 名所・旧跡
- 千秋公園（久保田城跡）、久保田城御隅櫓
- 高清水公園（秋田城跡）、秋田城跡歴史資料館
- 土崎街区公園 (湊城跡)
- 地蔵田遺跡
- 秋田県立小泉潟公園
- 秋田県立中央公園
- 八橋油田
- 藤倉水源地
- 秋田国際ダリア園

### 市立建築物
- 秋田市文化会館
- 秋田市立佐竹史料館
- 秋田市立図書館
  - 中央図書館明徳館、石川達三記念室
  - 中央図書館明徳館河辺分館
  - 明徳館文庫（フォンテ文庫）
  - 土崎図書館
  - 新屋図書館
  - 雄和図書館
  - イソップ号（移動図書館車両）
- 秋田市立千秋美術館（アトリオン内)、岡田謙三記念館
- 秋田県立美術館
- 秋田市立赤れんが郷土館、関谷四郎記念室、勝平得之記念館
- 秋田市民俗芸能伝承館
- 秋田市にぎわい交流館「あう」
- 土崎みなと歴史伝承館
- 秋田市新屋ガラス工房
- 大森山動物園
- 八橋運動公園
- 市立体育館、茨島体育館、土崎市民グラウンド、勝平市民グラウンド、勝平屋内ゲートボール場
- 河辺体育館、河辺岩見三内野球場、河辺和田野球場、河辺戸島野球場、スポパークかわべ
- 雄和体育館、雄和南体育館、雄和新波野球場、雄和B&G海洋センター、雄和花の森野球場、光沼アリーナ（屋内多目的運動場）、雄和花の森テニスコート、一つ森公園弓道場
- 手形山スキー場　(廃止)

### 第三セクター等建築物
- 秋田拠点センターアルヴェ
  - 秋田市民交流プラザ
  - 自然科学学習館
- セリオン（指定管理者による運営）
- 太平山リゾート公園（太平山観光開発株式会社）
  - クアドーム ザ・ブーン
  - 太平山スキー場オーパス
  - 太平山自然学習センター（まんたらめ）
  - グラウンドゴルフ場
  - 森林学習館・木こりの宿
  - オートキャンプ場

### 県立建築物
- 秋田県立博物館、菅江真澄史料センター、分館（奈良家住宅）
- 秋田県児童会館
- 秋田県立図書館・秋田県公文書館
- 秋田県立美術館 平野政吉コレクション
- アトリオン（秋田総合生活文化会館・美術館）
- 秋田県立野球場（こまちスタジアム）
- 秋田県立スケート場
- 秋田県立総合プール
- 秋田県立武道館

### その他
- 天徳寺
- アトリエももさだ（旧食糧倉庫、秋田公立美術大学内）
- 仁別森林博物館
- 旧黒澤家住宅（重要文化財）
- 古四王神社
- 秋田マリーナ
- 秋田温泉
- 雄和ふるさと温泉
- 聖体奉仕会マリア霊園
- 旧大島商会店舗 - 国登録有形文化財。市内に現存する最古の煉瓦造り建造物、大町6丁目[28]。

## 文化・名物

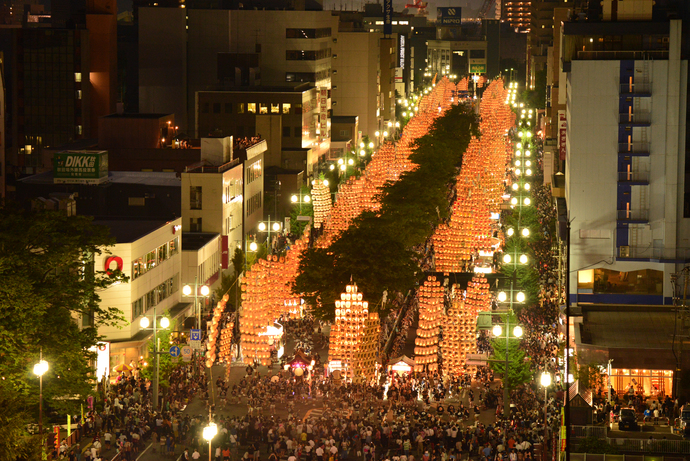
竿燈まつり

### 祭事・催事
- 竿燈まつり：東北を代表する夏祭り。（毎年8/3 - 6・竿燈大通り）日中行われる「妙技会」と竿燈大通りで行われる「夜本番」がある。「夜本番」では250本の竿燈が大通りを彩る。
- 桜まつり・つつじまつり：千秋公園などの桜まつり（4月中旬 - 下旬）、千秋公園つつじまつり。（5月中旬 - 下旬）
- 雄和華の里スプリングフェア：植木市や物産展など。（4月下旬 - 5月初旬）
- へそまつり：河辺地区へそ公園で行われる祭り。へそ踊りをメインにへその緒奉納など。（例年6月上旬）
- 蕗刈り撮影会：蕗畑で秋田おばこの写真撮影会。（例年6月中旬・仁井田地区）
- ヤートセ秋田祭：秋田をはじめ、各地のよさこい団体が集結する、札幌市のYOSAKOIソーラン祭りに倣った秋田のよさこいイベント。秋田音頭をはじめ、秋田の民謡やソーラン節、よさこい節などをロックやテクノ、オーケストラなどにアレンジした5分程度の楽曲を使用し乱舞する。ステージ形式、パレード形式の演舞を行う。（例年6月下旬、大町・通町予定）[29]
- 土崎港曳山まつり、：武者人形を乗せた山車を曳く勇壮な祭り。（毎年7/20・7/21）
- 与次郎駅伝：市内中心部を会場として開催される市民駅伝大会。（7月第3週）
- 秋田長持唄全国大会[30]：雄和地区発祥の秋田長持唄（毎年7月第3日曜日）
- 雄物川筏下り大会：夏の雄物川をいかだやカヌーで下るコンテスト。（毎年8月第4日曜日）
- 雄物川花火大会：雄物川の河川敷で行われる花火大会。（毎年8/10）
- 岩見川清流まつり：河辺岩見地区。魚のつかみどりなど。（毎年8/15）
- 大正寺おけさまつり：雄和大正寺地区。おけさ総踊りや芸能披露、花火大会など（毎年8月中旬）
- 高尾山まつり：雄和高尾山で開催。学童・成人すもう大会や吟行俳句大会など。（毎年9月上旬）
- アキタミュージックフェスティバル：（毎年10月上旬）
- 雄和華の里秋祭り：ダリアや孔雀草が咲く華の里での秋まつり。（毎年10月上旬）
- ボートピア河辺ふれあいフェスタ秋の収穫祭、：地元産の秋野菜販売や食事コーナーなど。（毎年10月下旬）
- 童っ子の雪まつり：毎年2月第1土曜日に開催され、馬ゾリや餅つき、県内の小正月行事が体験できる冬祭りであったが、2006年は豪雪にともない、会場となる八橋運動公園が使用不可となり中止。また翌年度も開催の見通しが立たず中止が決定され、2005年（平成17年）2月の開催をもって30年の歴史に幕を下ろした。2013年はエリアなかいちにて、「なかいち童っこの雪まつり」として復活している。
- スノードリーム号：冬期限定の市内観光バス。きりたんぽ作り体験や竿燈体験、酒蔵見学も。（例年2月土日祝日）

### スポーツ

#### プロスポーツ
バスケットボール
- 秋田ノーザンハピネッツ（Bリーグ）
- プレステージ・インターナショナル アランマーレ（Wリーグ）

ラグビー
- 秋田ノーザンブレッツ（トップイーストリーグ）

サッカー
- ブラウブリッツ秋田（Jリーグ）

## 出身関連著名人

### 政治関連
- 大島久直（陸軍大将）
- 奥山恵美子（元仙台市長）
- 須磨弥吉郎（外交官、衆議院議員）
- 町田忠治（立憲民政党・日本進歩党総裁、農林大臣、商工大臣兼大蔵大臣）
- 安江仙弘（陸軍大佐）
- 小畑元（元大館市長）
- 金沢松右衛門（土崎湊出身、貴族院多額納税者議員）
- 湊貴信（由利本荘市長）
- 和崎ハル （政治家、美容師）

### 文化人
- 青江舜二郎（劇作家）
- 青柳有美（評論家）
- 秋山正子（訪問看護師）
- 初代浅野梅若（民謡歌手）
- 天野正道 （作曲家）
- 安藤和風（俳人）
- いずみべる（イラストレーター・漫画家）
- 伊藤永之介（小説家）
- 内館牧子（脚本家）
- 大島ともよ（編集技師）
- 萩野貞樹（国語学者、評論家）
- 遠藤浩輝（漫画家）
- 加曽利康之 (作曲家)
- 小野花子（民謡歌手）
- 金子洋文（プロレタリア文学小説家、劇作家、参議院議員）
- 河村重治郎（クラウン英和大辞典編纂)
- 工藤力男（日本語学者）
- 倉田よしみ（漫画家）
- 今野勉（テレビプロデューサー、演出家、脚本家）
- 佐藤菊夫（指揮者）
- 佐藤主光（経済学者）
- 鈴木康之（コピーライター）
- 橘小夢（画家）
- 棚橋正博（日本近世文学研究者、帝京大学教授）
- 寺崎広業（日本画家）
- 蓮見圭一（小説家）
- 二木謙三（医学者、鼠咬症スピロヘータの発見）
- 深井史郎（作曲家）
- 若松節朗（映画監督）

### 芸能
- 浅利香津代（女優）
- 安宅小百合（ミュージカル俳優）
- 阿部薫（俳優）
- 伊藤教人（俳優）
- 岡部大（お笑いタレント、ハナコ）
- 小倉智昭（フリーアナウンサー、司会者、タレント）
- オリエ津阪（俳優）
- 河田純子（歌手）
- 桜田淳子（歌手）
- 佐咲紗花（歌手）
- 佐々木希（タレント、女優）
- 佐藤大（お笑いタレント、グランジ）
- シャバ駄馬男（ローカルタレント）
- 東海林太郎（歌手）
- 鈴木絢音  (乃木坂46)
- 高橋京子（モデル）
- 竹久千恵子（女優）
- つばさ（歌手）
- 天寿光希（元宝塚歌劇団星組男役）
- 花妃舞音（宝塚歌劇団月組娘役）
- 成田圭（歌手）
- hàl（歌手）
- 藤原基央（ミュージシャン、BUMP OF CHICKEN）
- 松本英子（シンガーソングライター）
- 松本寛也（俳優）
- 吉川茉優（歌手）

### スポーツ選手
- 足利道夫　（サッカー日本代表）
- 阿部まみ（元プロチアリーダー、現秋田朝日放送フィールドキャスター)
- 石井大智（プロ野球選手、阪神タイガース所属）
- 石川雅規（プロ野球選手、東京ヤクルトスワローズ所属）
- 石山泰稚（プロ野球選手、東京ヤクルトスワローズ所属)
- 榎洋之 （元プロボクサー）
- 江畑幸子 （バレーボール選手日本代表）
- 遠藤幸雄（元体操競技選手、オリンピック金メダリスト）
- 太田章（元アマチュアレスリング選手、オリンピック銀メダリスト）
- 大戸崎祐慈朗（元大相撲力士）
- 小野和幸（元プロ野球選手）
- 鎌田祐哉（元プロ野球選手)
- 工藤泰成（プロ野球選手、阪神タイガース所属）
- 熊林親吾（元プロサッカー選手、現ブラウブリッツ秋田U-18監督）
- 佐々木智太郎（プロサッカー選手、清水エスパルス所属）
- 佐藤豪則（総合格闘家）
- 下田光平（プロサッカー選手、ブラウブリッツ秋田所属）
- 鈴木栄治 (ゲートボール創始者)
- 攝津正（元プロ野球選手）
- 滝田政治（元プロ野球選手）
- 田口光久（元サッカー日本代表）
- 長崎宏子（元水泳選手、オリンピック代表）
- 成田翔（元プロ野球選手）
- 平沢周策（元サッカー日本代表）
- 藤島信雄（元サッカー日本代表）
- 藤田太陽（元プロ野球選手)
- 三浦昌悟 (ラグビー日本代表)
- 横山陽介（ラグビー選手、元NECグリーンロケッツ所属）
- 吉野達彦 (プロレスラー)
- 新海幸藏（元大相撲力士）

### マスコミ
- 浅田春奈（NHK秋田放送局アナウンサー、生まれは福岡県）
- 石川真紀（文化放送アナウンサー）
- 伊藤綾子（フリーアナウンサー・元秋田放送アナウンサー）
- 伊藤慶太（NHKアナウンサー）
- 大沼ひろみ（NHKアナウンサー）
- 後藤美菜子（元秋田テレビアナウンサー・キャスター、2005年ミスワールド日本代表）
- 佐々木広人（アサヒカメラ編集長、終活生みの親）
- 佐藤健一（フリーアナウンサー、司会者、番組プロデューサー）
- 山王丸和恵（元日本テレビアナウンサー）
- 高田斉（気象予報士）
- 高橋春花（北海道テレビ放送アナウンサー）
- 丹後谷愛（さくらんぼテレビアナウンサー）
- 千田まゆこ（秋田朝日放送アナウンサー・キャスター）
- 堀井美香（TBSテレビアナウンサー）
- 須田健太郎 (福岡放送アナウンサー・元北陸放送アナウンサー)

### 実業家
- 長崎惣之助（日本国有鉄道総裁）
- 菊池昇（豊田中央研究所所長、トヨタ自動車技監、ミシガン大学名誉教授）
- 斉藤永吉（北都銀行取締役会長、フィデアホールディングス取締役）
- 佐々木眞一（首都高速道路会長、トヨタ自動車副社長）
- 進藤孝生（日本製鉄代表取締役会長、日本経団連副会長）
- 藤山要吉 (海運業者)
- 湊屋隆夫（秋田銀行代表取締役会長）

### 官僚
- 上野勝（元東京高等検察庁公判部長、弁護士）
- 佐々木伸彦（第13代日本貿易振興機構理事長、元経済産業審議官、元経済産業省通商政策局長）
- 銭谷真美（元文部科学事務次官）
- 堀井啓一（秋田県副知事）

### アダルトタレント
- 加藤鷹（元AV男優）
- 森下くるみ（元AV女優）

### ゆかりのある人物
- 加藤シゲアキ（歌手、小説家。母が秋田市出身）
- 山瀬まみ（歌手、タレント。秋田市立城南中学校在学歴あり）